# Крик 4
«Крик 4» (англ. Scream 4, стилизовано как SCRE4M) — американский слэшер 2011 года, снятый режиссёром Уэсом Крэйвеном по сценарию Кевина Уильямсона, четвёртая часть одноимённой франшизы. Картина снята компанией «Outerbanks Entertainment», дистрибуцией занималась студия «Dimension Films». В главных ролях Дэвид Аркетт, Нив Кэмпбелл, Кортни Кокс, Эмма Робертс, Хейден Панеттьер, Энтони Андерсон, Элисон Бри, Адам Броди, Рори Калкин, Мариэль Джаффе, Эрик Кнудсен, Мэри Макдоннелл, Марли Шелтон, Нико Торторелла и Роджер Джексон.
Действие фильма происходит в годовщину трагических событий в Вудсборо, когда Сидни Прескотт возвращается в родной город в рамках промотура своей книги — таинственный маньяк вновь начинает серию кровавых убийств школьников. Как и её предшественники, картина сочетает в себе традиционные приёмы фильмов ужасов и «чёрной комедии», а также содержит сатиру на ремейки киноклассики. Одной из главных тем фильма является чрезмерное использование социальных сетей и одержимость славой в Интернете. Первоначально серия задумывалась как трилогия, но в июне 2008 года студия «The Weinstein Company» объявила о работе над четвёртой частью; в сентябре 2009 года стало известно, что Кэмпбелл, Аркетт и Кокс снимутся в продолжении, а в марте 2010 года СМИ сообщили, что Крэйвен возглавит постановку. Основные съёмки начались в окрестностях города Анн-Арбор в штате Мичиган в июне 2010 года и продлились до сентября. Во время производства картины Эрена Крюгера, работавшего над «Криком 3», привлекли к работе над «шлифовкой» сценария. После тестовых просмотров часть сцен переснимали в начале 2011 года.
Мировая премьера состоялась 11 апреля 2011 года в «Китайском театре» в Лос-Анджелесе, а в широкий прокат фильм вышел 15 апреля. Премьера в России состоялась 14 апреля 2011 года. Картина получила смешанные отзывы критиков, оценивавших игру актёров, режиссуру и юмор, — в основном обозреватели отметили, что «фильм недостаточно страшный» и что он «использует заезженные формулы». При этом многие рецензенты признали, что новая серия оказалась лучше «Крика 3», особо отметив, что авторы отразили изменения в обществе, связанные с использованием социальных сетей. Спустя годы после релиза картины критика была более благосклонна, оценив игру Эммы Робертс и работу над персонажем Джилл Робертс. При бюджете $40 миллионов фильм собрал в мировом прокате $97 миллионов — это самый слабый результат среди всех фильмов франшизы. Планировалось, что четвёртая часть станет началом новой трилогии, однако работу над продолжениями отменили из-за того, что кассовые сборы не оправдали ожидания руководства студии.
«Крик 4» — последняя режиссёрская работа Уэса Крэйвена, скончавшегося в 2015 году. Тогда же канал «MTV» выпустил сериал-антологию «Крик» — в третьем сезоне маньяка озвучил Роджер Джексон, однако, кроме него, никто из актёров или членов съёмочной группы не принимал участие в работе над шоу. 14 января 2022 года компания «Paramount Pictures» выпустила в прокат США пятый фильм серии, получивший название «Крик», а в 2023 году состоялась премьера шестого фильма, в котором Хейден Панеттьер вернулась к роли повзрослевшей Кирби Рид.

## Сюжет
Спустя 15 лет после событий кровавой резни в Вудсборо Сидни возвращается в родной город в рамках рекламной кампании своей автобиографической книги под названием «Из темноты». Дьюи Райли возглавляет городскую полицию, а его жена Гейл Уэзерс пытается работать над новой книгой. Накануне приезда Сидни неизвестный в костюме Призрачного лица убивает двух школьниц, Дженни Рэндалл и Марни Купер, а мобильный телефон, с которого ей звонили, вскоре обнаруживают в багажнике Сидни.
Начинается расследование, и Сидни остаётся в городе у родных — своей тёти Кейт Робертс, сестры Морин Прескотт, и её дочери Джилл. Джилл и её подруги — Кирби и Оливия Моррис — рассказывают полиции, что кто-то пугал их по телефону классическим вопросом «Какой твой любимый ужастик?», подражая маньяку. Звонки исходили с телефонов убитых девушек уже после того, как были найдены их тела. Вечером Джилл и Кирби кто-то звонит с телефона Тревора Шелдона — бывшего парня Джилл. Затем на их глазах маньяк убивает Оливию, живущую в доме напротив. Сидни устремляется на помощь девушке — к тому времени, когда туда приезжает полиция, убийца уже исчез. Гейл решает расследовать события вместе с Дьюи, как это было раньше, но встречает сопротивление со стороны помощника шерифа Джуди Хикс и самого Дью. Писательница рассчитывает вычислить маньяка самостоятельно, однако вскоре становится ясно, что найти убийцу будет непросто, — как всегда, каждый оказывается под подозрением. Прямо во время пресс-конференции с полицией, на которой Дьюи уверяет горожан, что ситуация находится под контролем, амбициозный рекламный агент Сидни, молодая Ребекка Уолтерс, падает с крыши больницы на фургон. Той же ночью погибают двое полицейских, охраняющих семью Сидни, — офицеры Хосс и Перкинс.
От школьников Чарли и Робби, организовавших школьный киноклуб, Гейл узнаёт, что вскоре состоится вечеринка под названием «Ударофон», на которой покажут все фильмы серии «Удар ножом». Гейл кажется, что маньяк не сможет пропустить это мероприятие, и она отправляется на вечеринку, которая проводится тайно на старой ферме. Гейл расставляет по амбару веб-камеры в надежде выследить убийцу, но сама оказывается объектом его поисков, и, получив серьёзные ранения, попадает в больницу. Тем временем, в доме Кирби собрались сама Кирби с Джилл, Чарли и Робби, которые решают устроить самостоятельный просмотр «Удара ножом». Не найдя Джилл дома, Сидни решает отправиться за ней, но вдруг появляется убийца и убивает Кейт. Неожиданно приходит Тревор и говорит, что Джилл отправила ему сообщение с приглашением на вечеринку. Джилл утверждает, что не делала этого. Ребята постепенно разбредаются по дому. Неожиданно убийца нападает на Робби. В дом Кирби прибегает Сидни, а в следующий момент на них нападает убийца. Все трое разбегаются. Спрятав двоюродную сестру под кроватью, Сидни выбирается на крышу и отвлекает убийцу. Параллельно она дозванивается до Дьюи. Оторвавшись от убийцы, Сидни находит Кирби, и они запираются в одной из комнат в подвале. В наружную дверь стучится Чарли с просьбой впустить его, но Сидни и Кирби видят на его руке кровь и отказываются открыть ему дверь. Появляется маньяк, который, оглушив Чарли, привязывает его к стулу во дворе. Затем он звонит на мобильник Кирби с телефона Чарли и предлагает ей сыграть в викторину по фильмам ужасов. Сидни просит Кирби занять убийцу на какое-то время, а сама отправляется искать Джилл. Убийца задаёт Кирби вопросы, вроде: каким оружием пользовались Кожаное лицо, Майкл Майерс или Джейсон Вурхиз, и тому подобные. Девушка отвечает на все вопросы правильно и видит, что ничего не происходит. Тогда она выходит наружу и освобождает Чарли, но у того в руках оказывается нож, и он вонзает его в живот девушки. Когда же Сидни, не найдя Джилл, возвращается, Чарли нападает на неё. Сидни пытается сбежать, но тут объявляется второй убийца, который наносит Сидни ножевое ранение в живот. После этого убийца снимает маску, и им оказывается Джилл.
Втолкнув Сидни на кухню и заодно втащив туда связанного Тревора, пара маньяков раскрывает свои мотивы. Джилл съедает дикая зависть от того, что её двоюродная сестра купается в лучах славы — она тоже хочет быть в центре внимания. По мнению девушки, в наши дни не надо никаких выдающихся достижений — достаточно, чтобы с человеком случилось что-то плохое. Поскольку Чарли и Робби на протяжении фильма выдвигают версию, что убийца будет действовать по принципу ремейка, а не сиквела, то теперь Чарли с Джилл решают устроить концовку, как в первой части, — по их версии, убийцами были бы Робби и Тревор, которые заодно убили бы и Сидни, а Чарли и Джилл стали бы единственными выжившими (Джилл как Сидни, а Чарли — вместо Ренди Микса). Джилл стреляет Тревору в пах, а затем — убивает выстрелом в голову. Чтобы выглядеть как настоящие жертвы, парочка решает нанести друг другу увечья и ранения — как это делали Билли Лумис и Стю Мэйхер. Джилл бьёт Чарли ножом и неожиданно наносит ему смертельное ранение, после чего объясняет умирающему парню, что зрителям нравится, если выживает только один персонаж. Затем Джилл наносит Сидни второе ножевое ранение, и та теряет сознание. После этого Джилл начинает наносить себе различные травмы — вырывает клок своих волос и оставляет его в кулаке Тревора, бьётся лицом о стеклянную раму висящей на стене картины, с разбегу падает на стеклянный столик и всаживает себе нож в плечо. Обессиленная, она ложится на пол рядом с Сидни и теряет сознание. Прибывшая на место полиция находят на кухне четыре окровавленных тела. Пока Джилл везут на носилках в карету скорой помощи, её фотографируют толпы репортёров и она получает то, что хотела, — славу.
В палате Джилл разговаривает с Дьюи и говорит, что теперь она и Гейл могут написать книгу о произошедшем, отметив, что у них с Гейл одинаковые раны. Джилл сожалеет о гибели Сидни, но Дьюи успокаивает — Сидни находится в реанимации, но ещё жива. Дьюи уходит в палату к Гейл, где рассказывает ей о желании Джилл и упоминает про одинаковые раны. Гейл это кажется странным — откуда Джилл могла знать о её ранении? Дьюи устремляется к Сидни. Тем временем Джилл приходит в палату к кузине, чтобы завершить начатое. В разгар противостояния в палату вбегает Дьюи — Джилл оглушает его судном, забирает пистолет и направляет его на вбежавшую следом Гейл. Неожиданно появляется Джуди Хикс и спасает Гейл от пули. Джилл, угрожая убить находящегося без сознания Дьюи, требует у Джуди оружие, после чего стреляет в неё. Затем она берёт на прицел Гейл, не замечая, как Сидни поднимается с пола и включает дефибриллятор. Гейл пытается отвлечь Джилл, и Сидни пускает кузине огромный электрический заряд в голову, из-за которого Джилл теряет сознание, а Сидни напоминает ей, что та забыла о главном правиле ремейка — никогда не трогать оригинал. Сидни без сил опускается на пол. Очнувшаяся Джилл берёт осколок стекла и незаметно подходит к Сидни сзади. Сидни резко поворачивается и убивает Джилл выстрелом. Выясняется, что Джуди жива — на ней был бронежилет. Снаружи больницы стоят репортёры и, ещё не зная о событиях в госпитале, продолжают вести свои репортажи, называя Джилл Робертс новой героиней Америки, положившей конец кровавой резне.

## В ролях
| Актёр            | Роль                            |
| ---------------- | ------------------------------- |
| Нив Кэмпбелл     | Сидни Прескотт                  |
| Дэвид Аркетт     | шериф Дуайт «Дьюи» Райли        |
| Кортни Кокс      | Гейл Уэзерс-Райли               |
| Роджер Джексон   | Призрачное лицо (голос маньяка) |
| Эмма Робертс     | Джилл Робертс                   |
| Хейден Панеттьер | Кирби Рид                       |
| Рори Калкин      | Чарли Уокер                     |
| Нико Торторелла  | Тревор Шелдон                   |
| Эрик Кнудсен     | Робби Мерсер                    |
| Марли Шелтон     | Джуди Хикс                      |
| Мариэль Джаффе   | Оливия Моррис                   |
| Элисон Бри       | Ребекка                         |
| Мэри Макдоннелл  | Кейт Робертс                    |
| Адам Броди       | Офицер Росс Хосс                |
| Энтони Андерсон  | Офицер Энтони Перкинс           |
| Эйми Тигарден    | Дженни Рэндалл                  |
| Бритт Робертсон  | Марни Купер                     |
| Люси Хейл        | Шерри                           |
| Шеней Граймс     | Труди                           |
| Анна Пэкуин      | Рэйчел Майллз                   |
| Кристен Белл     | Хлоя Гарретт                    |
| Нэнси О’Делл     | Ведущая                         |

Фильм выпущен в России кинокомпанией «Централ Партнершип» в 2011 году.

## Сценарий

### Ранний этап
В одном из интервью Уэс Крэйвен признал, что «Крик 3» — не самая удачная часть франшизы по ряду причин, и, работая над четвёртым фильмом, режиссёр постарался учесть ошибки, допущенные на съёмках финала трилогии. После выхода «Крика 3» Боб Вайнштейн сказал Крэйвену, что пока студия сделает паузу с франшизой — «выпуск четвёртого фильма возможен, но минимум лет через 10». Студия «Weinstein Company» объявила о начале работ над четвёртым фильмом в июле 2008 года, а Уэс Крэйвен рассказал в интервью, что не против вернуться к франшизе, если новый фильм «будет так же хорош, как „Крик“». Автор сценария двух первых фильмов Кевин Ульямсон подтвердил своё участие в январе 2010 года — по его словам, производство фильма должно было начаться во время перерыва в съёмках сериала «Дневники вампира», а участие Крэйвена — вопрос решённый. Крэйвен сообщил, что последние несколько лет Уильямсон обдумывал сюжет новой истории, постоянно оставаясь на связи с Бобом Вайнштейном — когда идеи стали воплощаться в сценарий, руководитель студии предложил режиссёру возглавить постановку.
«Думаю, многие забывают, что „Крик“ — это нетипичный слэшер. Это детектив про убийства в обёртке фильма ужасов, поэтому мы должны привносить больше в известную формулу жанра. Это не обычная история про то, как убийца преследует случайных красоток в лесу, а потом кромсает их на потеху зрителям. Это зверь иного рода, и всё началось с первого фильма. В своё время он стал ответом на жанр, у сиквелов тоже был свой посыл. И „Крик 4“ — не просто продолжение: в нём убийца делает своеобразный „ремейк“ оригинала, такое нечасто происходит во франшизах ужасов».
В марте 2010 года Крэйвена официально назначили режиссёром картины: «Я рад принять предложение Боба Вайнштейна и направить сериал в новое русло. Работа с Кортни, Дэвидом и Нив стала для меня потрясающим опытом. Уверен — сейчас будет так же. Я не могу дождаться начала съёмок, чтобы найти новых героев своего фильма. Я видел фрагменты сценария Кевина — у меня мурашки по коже от некоторых идей, такого не было, пожалуй, со времён оригинального фильма. Поверьте мне». «Чтобы вернуться, надо придумать что-то достойное. Мы обращаемся к поколению молодых фанатов, но не забываем и о тех, кто был с нами три предыдущих фильма и смотрел хорошие картины, вышедшие за эти десять лет. Мы должны стать не хуже, а может, и лучше», — продолжил Крэйвен. Боб Вайнштейн сказал в официальном заявлении: «„Крик“ всегда был важной частью истории студии „Dimension“, и я с нетерпением жду продолжения франшизы. Мы вместе с Кевином Уильямсоном и Уэсом Крэйвеном работали над большим количеством фильмов для „Dimension“, и я надеюсь, что наше успешное сотрудничество продолжится». Тогда же стало известно, что премьера фильма состоится 15 апреля 2011 года. «Крик 4» стал последним фильмом Крэйвена, скончавшегося в 2015 году.

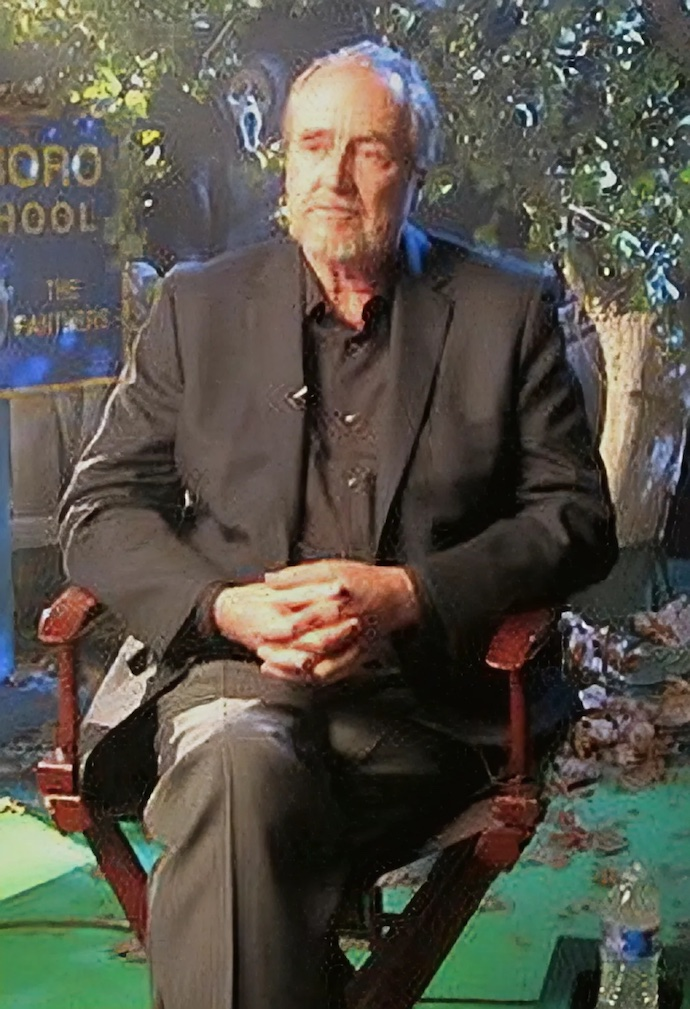
Уэс Крэйвен в 2010 году

Крэйвен поделился своими мыслями о том, как могли развиваться события после «Крика 3» (на тот момент, выход четвёртой части был запланирован на 2010 год, но в итоге он был перенесён на 2011 год — тогда же происходят события «Крика 4»): «С момента событий третьей части прошло 10 лет. Никаких убийств больше не происходило, а продолжения „Удара ножом“ (англ. Stab) следуют один за одним. Сидни Прескот жива и здорова и пытается вернуться к нормальной жизни после всех тяжёлых событий, через которые ей пришлось пройти. Она даже написала книгу, добившись невероятной славы». Режиссёр также отметил, что объектом шуток станут бесконечные продолжения и мода на ремейки, а также киностудии и режиссёры. Главные герои попытаются выяснить, в каком состоянии находится жанр, и как он влияет на зрителей. «Думаю, в новом фильме есть отголоски первой части. Последнее десятилетие выходили фильмы, которые так или иначе следовали определённым формулам — „пыточное порно“ и тонны ремейков. Первый „Крик“ исследовал ужастики предыдущих 10—20 лет. Так же и мы рассказываем, где находился жанр всё это время. Кто-то всегда пытается понять правила выживания», — продолжает режиссёр.
Крэйвен также рассказал, почему согласился снять новый фильм: «Я бесконечно влюблён в уникальную природу фильмов этой франшизы — поэтому я возвращаюсь в каждой части. А ещё меня привлекает интересная задумка — ведь я должен поверить в неё, чтобы снять фильм. Соглашусь, что это редкое явление, когда режиссёр возвращается во франшизу каждый раз. Я считаю себя везучим человеком не только потому, что мне посчастливилось работать над этими фильмами, но и потому, что со мной всегда были Нив, Дэвид и Кортни. Каждый раз, как мы начинаем работу, меня спрашивают — планирую ли я убить кого-то из центральной троицы. И я смущенно отвечаю, что они — сердце истории. В особенности Нив. Редкий случай, когда персонаж так развивается от фильма к фильму, как это было с Сидни. Если честно, Кортни умоляла меня убить её в „Крике 4“, но я не смог заставить себя это сделать. Да и вообще — смогу ли я когда-нибудь?». Крэйвен также отметил, что пародийная комедия «Очень страшное кино» сыграла дурную шутку с «Криком»: «Я очень пристально следил за тем, чтобы Призрачное лицо не выглядел глупо».
В мае 2010 года продюсер трилогии Кэти Конрад подала в суд иск на $3 миллиона на «The Weinstein Company» — согласно ранее подписанному соглашению, студия не могла вести съёмки новых фильмов серии без участия её собственной производственной компании «Cat Entertainment». Студия настаивала, что по контракту Конрад могла работать только с «The Weinstein Company» — она назвала эти заявления «ложным предлогом» (англ. false pretext), так как во время производства первых трёх фильмов такого условия не было. Согласно иску, Вайнштейнов обвинили «в тайном сговоре с целью продолжить работу над франшизой без соответствующей компенсации», вследствие чего они не смогли сократить затраты на производство, наняв другого продюсера (Айя Лабунка, жена Крэйвена, не упоминается в иске). В апреле 2011 года стало известно об урегулировании вопроса — подробности договорённостей сторон остались засекреченными, хотя появилась информация, что «The Weinstein Company» выплатила Конрад компенсацию и пообещала долю от сборов «Крика 4».

### Вариант Уильямсона
В ноябре 2009 года Уильямсон сообщил, что заканчивает работу над сценарием, а первый вариант он представил в середине февраля 2010 года. По словам Уильямсона, «новая история вдохновлена мангой, азиатскими фильмами про девочек-призраков, ужастиками с возрастным рейтингом „Детям до 13-ти“, фильмами про вампиров, картинами М. Найта Шьямалана и „пыточным порно“ — все эти жанры вспыхнули и потухли». Текст неоднократно менялся, отдельные сцены дописывались или переписывались прямо во время съёмок. Кевин Уильямсон покинул франшизу из-за напряжённого съёмочного графика во время работы над третьей частью, но вернулся в продолжение. Уильямсон с самого начала хотел перенести место действия в Вудсборо — в его версии третьего фильма именно там происходили события. Как только Уильямсон «набросал» историю, а также роль Сидни в ней, он связался с Бобом Вайнштейном: «Он обожает „Крик“. Думаю, как только я описал первую сцену, он перестал слушать и просто начал взволнованно повторять: „Пиши, пиши, пиши!“». Уильямсон хотел придумать историю, в которой зрители по-настоящему полюбят новых героев, как это вышло с Сидни, пережившей три фильма, и стремился больше рассказать о них самих, нежели показать очередное эффектное убийство, как это происходит в фильмах серии «Пила».

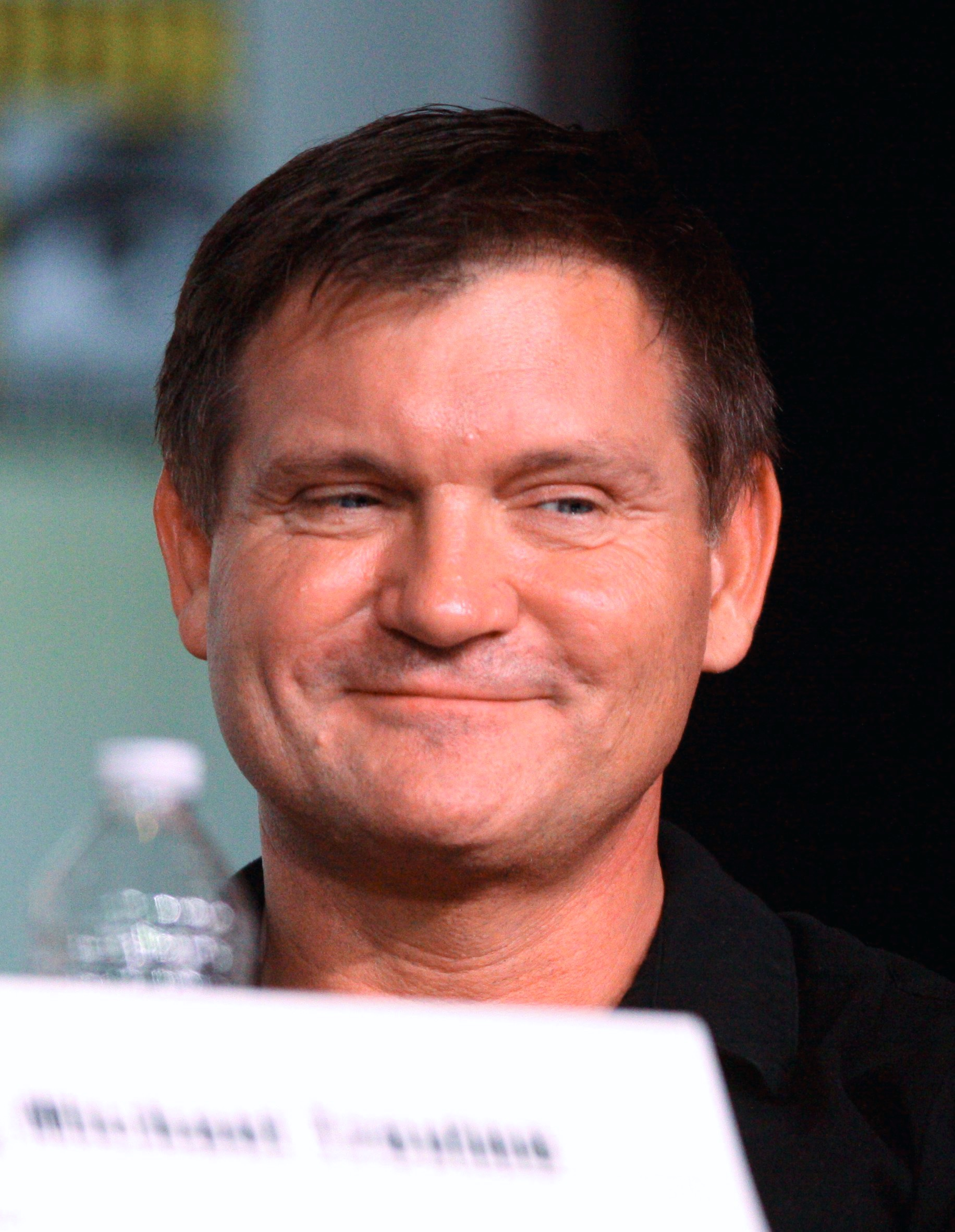
Кевин Уильямсон в 2012 году

В открывающей сцене Уильямсона Призрачное лицо нападает на Сидни — это был длинный 15-минутный эпизод, в котором убийца и героиня наносили друг другу удары ножом, «играя в кошки-мышки», однако это был не тот убийца, который преследовал героев на протяжении остального действия фильма. Сидни убивала маньяка, и становилась первым персонажем франшизы, выжившим в открывающей сцене, — это должно было стать неожиданностью для зрителей. При этом Уильямсон хотел сохранить концепцию «фильма внутри фильма с „Ударами ножом“», а также вернуть действие картины в Вудсборо. После этого события переносятся на два года вперёд и рассказывается о том, как Сидни приходит в себя после убийства — Боб Вайнштейн посчитал, что такой ход тормозит развитие сюжета, и что лучше представить новых молодых персонажей. Тогда Уильямсон переписал сцену, попавшую в итоге в фильм — вторая версия понравилась Крэйвену гораздо больше: «Помню, однажды я не мог уснуть. Было три часа ночи, я просто сел и начал писать, не задумываясь, куда это всё приведёт». «Работая над сценарием, я всегда хотел вернуть Сидни и надеялся, что Нив захочет вернуться. В центре событий всегда были Сидни, Гейл и Дьюи. Они по-прежнему были на первых ролях в истории четвёртого, пятого и шестого фильмов. Когда я узнал, что Нив в первый раз отказалась вернуться, мне пришлось сместить акцент на Гейл и Дьюи, быстро придумывая новый сюжет. Но к счастью, с Нив всё сложилось. В итоге мне не пришлось ничего сильно менять — сюжет будет развиваться так, как я изначально планировал», — продолжил Уильямсон. На вопрос, умрёт ли Сидни в новом фильме, сценарист ответил так: «В „Крике 4“ много неожиданных сюжетных поворотов, поэтому я ничего не могу обещать. История всё время развивается, так что посмотрим. Но если Вы — поклонник „Крика“, новый фильм Вам точно понравится».
По первоначальной задумке у Гейл и Дьюи был ребёнок — это подтвердила Кортни Кокс в августе 2009 года. Однако создатели поняли, что съёмка фильма усложнится из-за ограничений на детский труд. Крэйвен рассказал, что так было в нескольких ранних версиях сценария: «Мы поняли, что возникнет много проблем со съёмками — и по факту, ребёнку нечего делать в этом сюжете. Представьте — Кортни всё время появляется на месте преступления с младенцем на руках. Так ничего не выйдет!». Хотя в фильме об этом не говорится, в сценарии отмечено, что Дьюи избавился от хромоты, ставшей последствием ранения в первом фильме, после долгих лет лечения и курсов физиотерапии. В сюжете также появлялся женский персонаж, упомянутый в публикации о поиске актрисы (англ. casting call) — это напористый подросток, редактор школьной газеты 17—18 лет по имени Ребекка (англ. Rebecca), она описана как «будущая Гейл Уэзерс»; между тем, личного помощника Сидни звали Бетти (англ. Bette) — в финальной версии её переименовали в Ребекку, роль сыграла Элисон Бри. Кроме того, персонажа Дженни в сценарии звали Пэтти (англ. Patty), а Чарли был влюблён в Джилл, и автор сравнивает его с Ренди Миксом. Также в одной из версий офицер Хосс в исполнении Адама Броди был убийцей.

### Доработка текста
«Это было тяжело из-за постоянных изменений в сценарии. Но мне нравится, как всё вышло в итоге, учитывая трудности. Уэс проделал феноменальную работу в этих обстоятельствах. Снимать фильм было непросто, слишком много ожиданий. Представить новых персонажей, которые должны понравиться зрителями. Это как снимать телевизионный пилот — показать новых героев, за которых зрители сразу же будут переживать, и сохранить всё лучшее, что было в предыдущих фильмах».
На всех этапах работы над сценарием руководство студии оказывало существенное давление на Уильямсона и влияло на развитие сюжета: «Все постоянно сомневались в каждой мелочи, потому что хотели снять идеальное продолжение». Диалоги картины постоянно переписывались, а актёр Энтони Андерсон уверен, что ему никогда не давали настоящий сценарий: «Дома я заучивал один текст, а на площадке мне давали совсем другие реплики». По словам Марианн Маддалены, «всё буквально разваливалось на части», а в какой-то момент производства картины среди съёмочной группы блуждали 3 версии сценария из-за постоянного вмешательства Боба Вайнштейна.
Когда съёмки были в самом разгаре, сценариста Эрена Крюгера, работавшего над «Криком 3», привлекли к доработке сценария четвёртого фильма. Крэйвен отметил, что к тому времени у Уильямсона возникли проблемы — он не успевал вовремя сдавать сценарий новых эпизодов телешоу «Дневники вампира» для студии «Warner Brothers». Позже стало известно, что у Уильямсона было множество разногласий с Бобом Вайнштейном, принявшим решение заменить Уильямсона на Крюгера. Кевин подтвердил это в интервью «Entertainment Weekly»: «Да, мы сильно разругались с Бобом. Я работал с ним все 16 лет моей профессиональной карьеры. Мы часто ругаемся. Мы в „The Weinstein Company“ как неблагополучная семья — сильно ссоримся из-за творческих разногласий, миримся и продолжаем совместную работу»; «думаю, самая большая ссора произошла даже не из-за творческих разногласий, звучали слова вроде „Всё должно получиться! Мы обязаны поставить этот поезд на рельсы и запустить его!“ — в этом и была причина напряжения, царившего на съёмках». Важную роль в ссоре сыграли обязательства Уильямсона перед сериалом «Дневники вампира», и тот факт, что Уильямсон предпочёл отказаться от работы над «Криком 4». На одном из этапов над текстом также работал и Пол Гаррис Бордман. У Уильямсона просто не было возможности работать над картиной — актёр Нико Торторелла отметил, что ни разу не встречался со сценаристом на площадке «Крика 4» — они познакомились лишь на съёмках сериала «Последователи».
До прихода в проект Крюгера сценарий курировал Крэйвен: «Частично это был фильм Уэса Крэйвена, частично — нет. У меня не было творческого контроля. Он был у студии — они говорили, что хотят видеть в сценарии. Моей задачей было привнести в него своё видение, опыт и креативность. Это был непростой период, когда Эрин заменил Кевина. Я подписался под участием при условии, что Кевин будет занят в проекте от начала и до конца, но вышло иначе. Как бы там ни было, задумка, персонажи и главные мотивы — всё это идеи Кевина». Слова режиссёра подтвердила Кэмпбелл — она не знала подробностей разногласий, из-за которых Уильямсон покинул проект, но отметила, что сюжет был придуман Кевином. Тем не менее в окончательной версии фильм значительно отличается от сценария Уильямсона.

## Кастинг

### Актёры трилогии
В 2008 году Джейми Кеннеди сказал в интервью «iFMagazine», что он ведёт переговоры о появлении своего персонажа Ренди Микса в новом фильме — хотя персонаж был убит во второй части, актёр сказал, что сценаристы нашли лазейку; кроме того, Кеннеди отметил, что если нынешний сценарий состоится, то зрители увидят много знакомых лиц в новой картине — не только известных молодых актёров современности, но и исполнителей из классической трилогии. В интервью для «FEARnet» Кевин Уильямсон опроверг слова Кеннеди: «Я был бы рад вновь поработать с Джейми Кеннеди над фильмов. Как бы там ни было, чтобы он снялся в новом „Крике“, нужно… Как бы это сказать? „Крик 2“ должен обмануть зрителя, правильно? Но я не стану этого делать. Я не могу. И не стану».

Главные персонажи серии фильмов «Крик 4» в исполнении Кортни Кокс, Нив Кэмпбелл и Дэвида Аркетта с маской «Призрачное лицо»

В сентябре 2009 года «Variety» сообщил, что Нив Кэмпбелл, Дэвид Аркетт и Кортни Кокс действительно вернутся в четвёртом фильме. Как рассказал Крэйвен в интервью «Entertainment Weekly», «они пополнят актёрский состав молодых актёров, и Сид, Гейл и Дью станут важной частью истории». Кэмпбелл призналась, что сомневалась, стоило ли возвращаться в продолжение: «Я была довольна тем, как завершилась трилогия, и считала, что нужно закончить историю на пике популярности», но Харви Вайнштейн убедил её, что у сюжета есть потенциал. Идея Уильямсона «зацепила» актрису: «10 лет назад мы решили, что нет смысла возвращаться к этой истории. Но Кевин представил мне идею, и я прониклась ею. Потом я узнала, что Кортни, Дэвид и Уэс хотят принять участие в проекте. И тогда поняла, что всё может получиться. И зрителям это тоже понравится. 10 лет назад мы были правы. Но прошло достаточно времени». «Сидни наконец-то приняла то, что с ней случилось. Она нашла способ примириться со своим прошлым и решила помогать людям, пережившим подобную трагедию. В начале фильма она отправляется в рекламное турне», — рассказала Кэмбелл об изменениях, произошедших с Сидни Прескотт за минувшие годы.
У Гейл Уэзерс, по словам Кокс, определённо непростые времена: «Она испытывает творческий кризис. Она написала шесть книг „Удар ножом“ и выдохлась. Она застряла в маленьком городке Вудсборо и чувствует себя несчастной», «вдруг Сидни приезжает в город, чтобы рекламировать свою книгу. Тут-то Гейл и приходит в себя». Актриса сразу же дала согласие на участие в фильме — каждая серия франшизы связана для неё с важным эпизодом из личной жизни: «Эти фильмы так много значат для меня! Я была счастлива вернуться и вновь поработать со всеми этими людьми!». По словам Кокс, она и Нив Кэмбелл очень сблизились именно на съёмках четвёртого фильма: «Не знаю, почему так вышло. Возможно, потому что наша жизнь изменилась. Я впервые по-настоящему узнала её. Она навсегда останется моим близким другом. Мы стали старше, а остальные актёры [в новом фильме] — моложе. Раньше она была их возраста, а я — старше; теперь я гораздо старше, а она „сравнялась“ со мной». В одном из интервью Кокс отметила, что за всё время работы в журналистике Гейл написала шесть книг. Для «Крика 4» были изготовлены обложки-реквизиты двух книг, однако они не попали в фильм: «Часы судьбы» (англ. Clock Of Doom) и «Нож судьбы» (англ. Knife Of Doom).
«Уэс сыграл огромную роль в наших с Дэвидом отношениях. Я считаю нас всех одной семьёй. Мы даже ссоримся как члены семьи. Мы знаем друг друга очень давно. Как будто я его дочь, но уже совсем взрослая. Не думаю, что съёмка далась ему легко, было непросто по многим причинам. Но он проделал невероятную работу».
Крэйвен был очень рад вновь поработать со своими давними коллегами: «Мы были как одна семья. Думаю, я знаю, как максимально использовать их потенциал, а они знают, на что способен я. Характеры персонажей хорошо известны, и они многогранны. С этими тремя актёрами я всегда счастлив работать». «В кинобизнесе столь удачный опыт — большая редкость. Мы работаем с одними и теми же людьми шестнадцать лет, это особенная связь. Вообще-то я должен был давно умереть в „Крике“. Но Уэс сказал: „Давайте снимем дубль, где Дьюи спасается и вроде как остается в живых“. И это навсегда изменило мою жизнь». «Я обожаю персонажа Дьюи. Мне нравится работать с Уэсом Крэйвеном, вновь встретиться с Кортни и Нив. Это было легко. […] Я играю шерифа Райли. Не помощника Дьюи. Но он всё ещё не получает того уважения, которое заслужил. И это круто — обыгрывать комедийные моменты в истории полицейского, у которого мало авторитета. Никто не воспринимает его всерьёз, и это неправильно», — комментирует возвращение к роли Аркетт. На тот момент Кокс и Аркетт уже рассталась, но ещё не оформили развод, однако пара сохранила тёплые отношения, и их личная жизнь не повлияла на работу над картиной. Кокс и Крэйвен вспоминали съёмки первой части, и Кортни пошутила о том, как начался её роман с Аркеттом: «Он переспал со всеми, а потом наконец добрался до меня!». На площадке «Крика 4» никто не знал о происходящем в личной жизни супругов — по словам Крэйвена, даже он ничего не заметил, настолько профессионально Кокс и Аркетт вели себя на площадке. «Единственное, на что я обратил внимание — после окончания съёмок своих сцен Дэвид не поехал домой, и тогда я начал волноваться», — вспоминает Крэйвен. Кэмпбелл отметила, что «им не надо было притворяться — несмотря ни на что, они любят друг друга, и они любят быть частью этой франшизы».
Во время пресс-конференции фильма «Потрошители» Лив Шрайбер сообщил, что у авторов нет планов по возвращению его персонажа Коттона Уири, погибшего в третьей части. Роджер Джексон вновь подарил свой голос маньяку по прозвищу Призрачное лицо. Уэс Крэйвен — как и в трёх предыдущих фильмах — снялся в одной сцене. Режиссёр предложил поклонникам выбрать для него роль на своей странице в «Twitter». В итоге он появился в небольшом эпизоде фильма, сыграв судмедэксперта на месте убийства Марни и Дженни. Телеведущая Нэнси О’Дэлл — до этого она уже появлялась во втором и третьем фильмах — вновь сыграла журналистку, на этот раз — берущую интервью у Сидни во время ток-шоу. Кадры с актрисой Хизер Грэм в роли Кейси Бейкер в «Ударе ножом», впервые появившиеся во втором «Крике», можно увидеть в эпизоде «Ударофона» — актриса дала разрешение на использование в новом фильме ранее отснятого материала со своим участием. В августе 2010 года появились слухи, что Мэттью Лиллард снимется в фильме, так как актёр был замечен недалеко от съёмочной площадки в Мичигане во время встречи с Нив Кэмпбелл — позже СМИ сообщили, что съёмки картины «Кручёный мяч» с его участием по случайности проходили в эти дни в том же городе.

### Слухи и новый состав
| Новый актёрский состав | Новый актёрский состав | Новый актёрский состав | Новый актёрский состав | Новый актёрский состав | Новый актёрский состав | Новый актёрский состав | Новый актёрский состав | Новый актёрский состав |
| ---------------------- | ---------------------- | ---------------------- | ---------------------- | ---------------------- | ---------------------- | ---------------------- | ---------------------- | ---------------------- |
|                        |                        |                        |                        |                        |                        |                        |                        |                        |
| Эмма Робертс           | Хейден Панеттьер       | Рори Калкин            | Эрик Кнудсен           | Элисон Бри             | Марли Шелтон           | Мэри Макдоннелл        | Адам Броди             | Энтони Андерсон        |
| Джилл Робертс          | Кирби Рид              | Чарли Уокер            | Робби Мерсер           | Ребекка                | Джуди Хикс             | Кейт Робертс           | Офицер Хосс            | Офицер Перкинс         |

Поиском актёров занимались Нэнси Найор (англ. Nancy Nayor) и Эйви Кауфман (англ. Avy Kaufman) — их работа началась ещё когда сценарий дописывался. На ранних этапах производства ходили самые разные слухи о кастинге: Селена Гомес и Скаут Тейлор-Комптон проходили прослушивание на роль Джилл, а блогеру Шейну Доусону отказали в «камео», так как создатели не считали его «знаменитостью»; снявшаяся у Крэйвена в «Оборотнях» Кристина Риччи была главным кандидатом на роль Джуди Хикс; Аманда Байнс могла сыграть пиарщицу Сидни, напористую Ребекку; Эли Мичалка почти получила роль Кирби. Также упоминались имена Хилари Дафф, Рутины Уэсли и Дженны Коулман. Как бы то ни было, тогда к ожидаемому и крайне засекреченному проекту поклонники «приписывали» многих популярных актёров и актрис того периода. В июле 2010 года СМИ опубликовали информацию, что Рейчел Макадамс (в 2005 году она снялась в триллере Крэйвена «Ночной рейс») и Шеннен Доэрти снимутся в фильме — их имена появились на странице картины на портале «Internet Movie Database». Позже «Dread Central» опроверг эту информацию.
«Когда мы только собрались на первой читке, все знали, что есть проблемы со сценарием. Все знали, что Кортни и Дэвид расстаются. Мы это чувствовали. Но нам было легко друг с другом, всем хотелось поработать над этим фильмом, отлично провести время на съёмках. Думаю, это затмило проблемы личного характера и отсутствие готового сценария».
В апреле 2010 года было выпущено 12 кастинг-коллов (англ. casting call) на различные роли. В мае 2010 года стало известно, что студия ведёт переговоры с Рори Калкином и Эшли Грин. Грин должна была сыграть кузину Сидни, Джилл Робертс — тогда СМИ сообщили, что Калкин должен сыграть «потенциального возлюбленного» Джилл (хотя по сюжету фильма зрители узнают о тайном романе персонажей в самом конце). В октябре 2022 года Обри Плаза рассказала, что проходила прослушивание на роль Джилл, но провалила его. По словам актрисы, она переборщила с образом: «Помню одно из прослушиваний, которое я проходила перед ныне покойным режиссёром Уэсом Крэйвеном — для ремейка „Крика“ или что-то в этом роде. Мне сказали: „Ты пробуешься на роль персонажа, который, как выясняется ближе к финалу, является убийцей“. Я прихожу на прослушивание, и стараюсь выглядеть очень странно, так как думала, что сыграю убийцу. А все остальные были такими гламурными — они выглядели великолепно, а я казалась просто… сумасшедшей. „Дело в том, что мы не должны знать, что Вы — убийца. А Ваш внешний вид и поведение просто кричат об этом“. И я провалила пробы. Я использовала метод «полного погружения», и это было ошибкой».
В конце мая было объявлено, что роль Джилл в итоге досталась Эмме Робертс — по признанию актрисы, она не поклонница фильмов ужасов, но посмотрела оригинальную трилогию «Крик», чтобы лучше подготовиться к съёмкам: «Мне очень понравилось, было страшно! Половину фильма я закрывала глаза, а мои друзья говорили: „Эмма! Ты будешь в следующей части! Ты не имеешь права закрывать глаза во время просмотра этого фильма!“». Актрису привлекла в проект возможность поработать с Уэсом Крэйвеном, Нив Кэмпбелл, Кортни Кокс и Дэвидом Аркеттом: «Это идеальная для меня возможность сделать что-то кардинально новое». Когда Робертс проходила пробы, у неё были длинные светлые волосы — подстричься и покрасить их попросил Крэйвен, чтобы придать больше сходства с Сидни в первом фильме. Робертс также отметила, что роль была физически трудной. Актрисе пришлось носить в кадре обувь на очень толстой подошве, чтобы казаться выше, однако в ней было очень неудобно снимать сцены погони. «Меня часто пугали на съёмках! И из-за этого сниматься было ещё веселее!», — рассказала актриса в одном из интервью.
«Крик 4» стал третьим совместным проектом Эммы Робертс и Рори Калкина после фильмов «Роскошная жизнь» (2008) и «Двенадцать» (2010). Калкин был совсем маленьким, когда впервые посмотрел первую часть франшизы: «Моя сестра закрывала мне глаза каждый раз, когда происходило что-то страшное. А так по-настоящему я посмотрел этот фильм, когда был гораздо старше». Актёр отметил, что ему очень нравится атмосфера секретности: «Мне определённо нравится, что я ничего не могу рассказать — это из тех секретов, которые нравится хранить»; «никто не обращает на него [персонажа по имени Чарли] внимание, и когда начинаются убийства, всё обращаются к нему — кажется, он может помочь в расследовании. Как бы странно это ни звучало, убийства сыграли ему на руку — люди стали обращать на него внимание, и ему это нравится». Калкин ни разу не надевал костюм убийцы для съёмок сцен фильма, но часто репетировал и входил в образ в костюме и маске, а иногда выходил в город в окровавленной одежде: «Я шёл по дороге, и кто-нибудь останавливался и спрашивал, нужна ли мне помощь. А я просто отвечал, что всё в порядке. Но один раз вышло круче всего — после съёмок я заехал на заправку. Весь в крови подхожу к кассе и спрашиваю, какой сейчас год. К моему удивлению, девушка-кассир ответила на вопрос и поинтересовалась, не нужен ли мне пластырь? Она отлично среагировала в этой ситуации!».
Первым о возможном участии в «Крике 4» звезды телесериала «Герои» Хейден Панеттьер сообщил портал «The Hollywood Reporter». Она сыграла лучшую подругу Джилл, дерзкую Кирби Рид — как и в случае с другими персонажами, подробности о роли до выхода картины не раскрывались. У Панеттьер первый «Крик» вызывает воспоминания об атмосфере Хэллоуина и пробуждает страх, что кто-то может вломиться в её дом, — по мнению актрисы, в этом и есть секрет успеха франшизы, в её реалистичности. Актриса также отметила, что её очень привлёк персонаж Кирби: «Она не похожа ни на кого из тех, кого я играла. Она разностороння, она саркастичная, в ней есть что-то от мальчика-подростка — всё это мне близко. А ещё — она фанат ужастиков, и это не то, что от неё ждёшь. Это отличное дополнение к её характеру, в каком-то смысле — отражение её интеллекта. Не скажу, что в этом мы с ней похожи, но такого персонажа было интересно играть». Мариэль Джаффе сыграла подругу Джилл и Кирби, Оливию Моррис, а Эрик Кнудсен — киногика Робби Мерсера, лучшего друга Чарли.

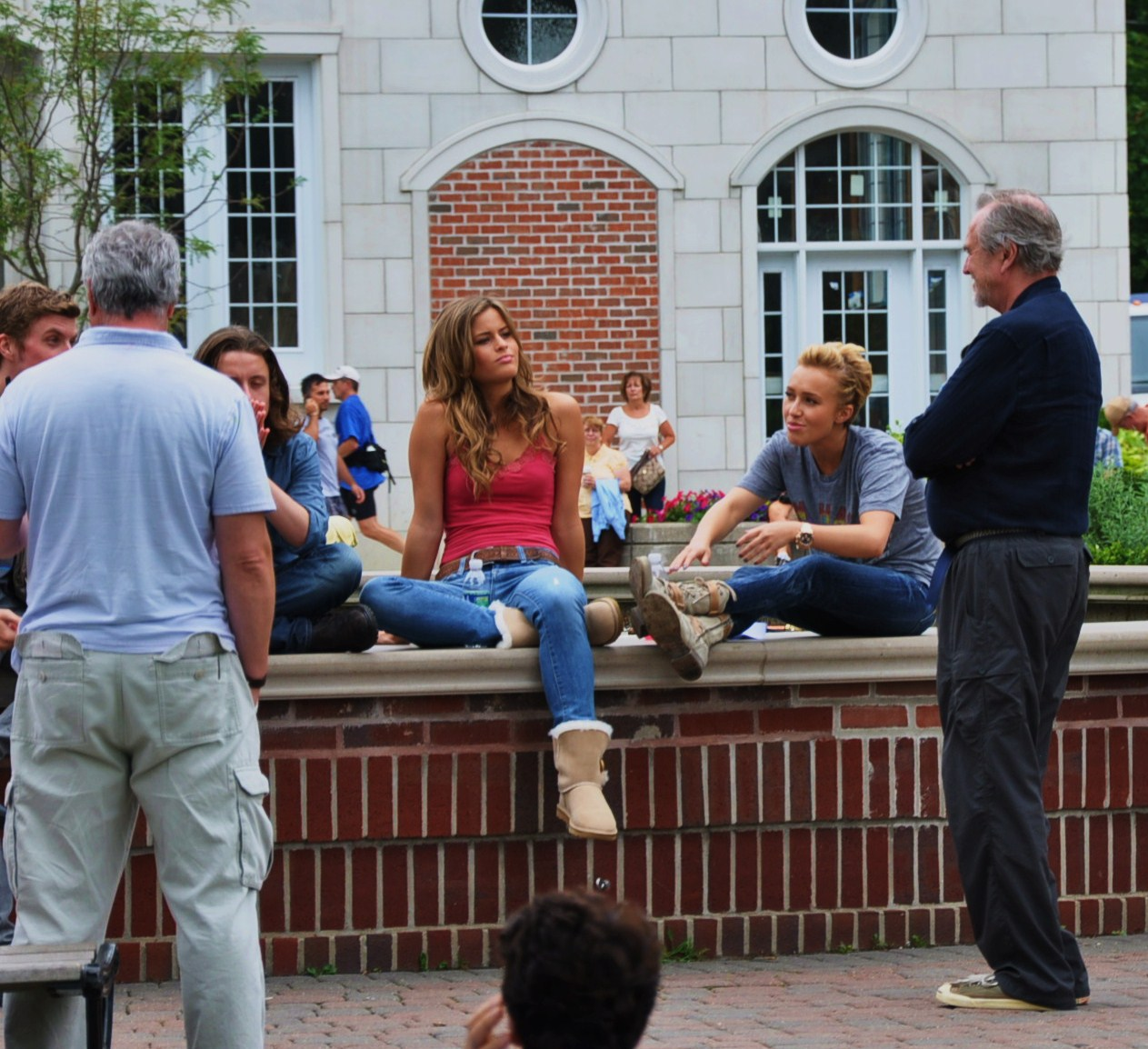
Съёмки школьной сцены в «Kellogg Park» в городе Плимут, штат Мичиган (июль 2010)

14 июня Нико Торторелла сообщил на своей странице в «Twitter», что появится в фильме — в итоге, он сыграл Тревора Шелдона, парня Джилл. Торторелла так охарактеризовал своего персонажа: «Он — тот, кого всем нравится ненавидеть, и кого ненавидят любить. Но глубоко внутри, он хороший парень». В 2010 году вышел фильм «Двенадцать», где Торторелла сыграл вместе с Рори Калкиным и Эммой Робертс. На пробах перед Уэсом Крэйвеном и директором по кастингу Торторелла читал строки Билли Лумиса из финала первой части, но тогда актёр ещё не знал, откуда взят текст. Торторелла проходил пробы несколько раз, и ему почти отказали из-за того, что он слишком высокий по сравнению с другими утверждёнными актёрами. Готовясь к роли, Нико посмотрел предыдущие серии «Крика» и впервые осознал, что «Очень страшное кино» — пародия на фильм 1996 года.
«Это был удивительный опыт. Знаете, всегда страшно, когда ты знакомишься с чьей-то семьёй. Это то, что возникло до тебя, семья, которая появилась давным-давно, они через многое вместе прошли, снялись вместе во всех этих фильмах. Мне нужно было быть деликатной, относиться к этому с должным уважением, и найти способ стать частью этой семьи. Они всегда прекрасно ко мне относились, они по-настоящему хотели узнать нас, сделать так, чтобы мы почувствовали, что нас приняли. Ещё раз — это удивительно».
Актриса Лейк Белл согласилась сыграть помощника шерифа Джуди Хикс, бывшую одноклассницу Сидни, однако 25 июня 2010 года — за четыре дня до начала съёмок — стало известно, что плотный съёмочный график не позволяет актрисе сняться в проекте, об этом она сообщила на своей странице в «Twitter». В начале июня СМИ сообщили, что роль досталась Марли Шелтон. По словам актрисы, она очень нервничала перед встречей с Крэйвеном: «Помню первый день — я только что прилетела на самолёте из Европы. Я сидела в номере отеля, было темно и вдруг раздался звонок. Я ответила и услышала зловещий голос: „Здравствуй, Марли…“ Он звучал, как призрак. Это был Уэс Крэйвен — звонил, чтобы узнать, как я добралась. Он звучал в точности, как Призрачное лицо. Я подумала: „Боже, со мной говорит убийца Призрачное лицо“. Это казалось таким реальным. Как бы там ни было, он классный. Он выдающийся и очень ответственный. У него есть целая философия о ценности жанра ужасов. В этом смысле он верит, что фильмы ужасов жизненно важны для психического здоровья зрителей. Было удивительно стать частью его видения. Я — огромная поклонница франшизы и очень польщена, что мне предложили стать её частью».
В объявлении о поиске исполнителей ролей полицейских говорилось, что они имеют статус «камео» (англ. cameo) — это подразумевало, что роли детективов сыграют достаточно известные актёры. Адам Броди сыграл детектива Хосса. Броди появился в пятом фильме в своеобразном «камео» — вместе с Хейден Пенеттьер, Генри Уинклером, режиссёром монтажа Патриком Люссье, композитором Марко Белтрами, Айей Лабункой (женой Крэйвена) и продюсером Джули Плек (помощницей Крэйвена) — их голоса слышны во время тоста «За Уэса!». Энтони Андерсон получил роль детектива Перкинса. В интервью «Vibe» Андерсон рассказал, что сам связался с создателями фильма, чтобы попросить роль: «Я всегда хотел сняться в большой хоррор-франшизе, потому что до этого я снялся в пародиях „Очень страшное кино“. Я мечтал стать чёрным парнем в ужастике. Мне выпал невероятный шанс сняться у Мартина Скорсезе, Барри Левинсона, а теперь — и у Уэса Крэйвена. Каждый из них — мастер своего жанра. Я поработал с лучшими».
Лорен Грэм должна была сыграть Кейт Робертс, тётю Сидни и мать Джилл, но выбыла из проекта за несколько дней до начала съёмом. Кейт, в итоге, сыграла Мэри Макдоннелл. В конце января 2011 года стало известно, что актриса Элисон Бри сыграет в картине небольшую роль. В более позднем интервью для «Collider» Бри назвала «Крик 4» недооценёнными и самым лучшим сиквелом во франшизе, а также отметила, что «Крик 3», на её взгляд, лучше «Крика 2».

### Открывающая сцена
До выхода картины в прокат журналисты и поклонники оживлённо обсуждали, кто из актёров и в каких ролях появится в открывающей сцене — так, в начале июня 2010 года журнал «Star» написал, что Дженнифер Энистон станет жертвой в открывающей сцене, — вскоре в «Dimension» опровергли эту информацию. СМИ также сообщали о возможном появлении Линдси Лохан и Пэрис Хилтон — предложенные им роли в итоге сыграли Кристен Белл и Анна Пакуин. Как бы там ни было, Уэс Крэйвен и другие члены съёмочной группы до последнего отрицали наличие такого эпизода в картине: «С большой вероятностью, такая сцена есть. Уверен, зрители обнаружат в фильме то, что Боб называет „ДНК франшизы“: сложный детективный сюжет про убийства, шокирующая картинка, удивительный юмор от персонажей, и множество сюрпризов — и море самоцитат. Это потрясающий сценарий».
Одна из ролей в открывающей сцене фильма была предложена Кристен Стюарт, но актриса отказалась: «Это был персонаж вроде героини Дрю Бэрримор, погибающей в начале первой части. Они придумали целую сцену, где много людей погибает, как это было с Дрю. Но в тексте, который видела я, был только один персонаж. Я подумала, что не могу взять на себя такую ответственность. Понимаете, о чём я? В итоге они придумали сцену с большим количеством жертв»; «я так люблю Нив Кэмпбелл. Она была очень мила со мной, мне было приятно в обществе такого милого человека. И я люблю первый „Крик“, недавно пересмотрела его. Этот фильм такой неоднозначный. Он мне нравится, потому что это фильм о любви к кино. Лучшее в „Крике“ — это то, что он говорит о кино, это самодостаточный фильм, он говорит о самом себе. Мне нравится, как Уэс Крэйвен любит кино, и это ощущается в каждом кадре. Это стопроцентно „гиковское“ кино, а не проходной ужастик. Это красивый фильм, но его тяжело смотреть, и я подумала: „У меня больше не хватает нервов, чтобы смотреть его“. Он безумно напряжённый».

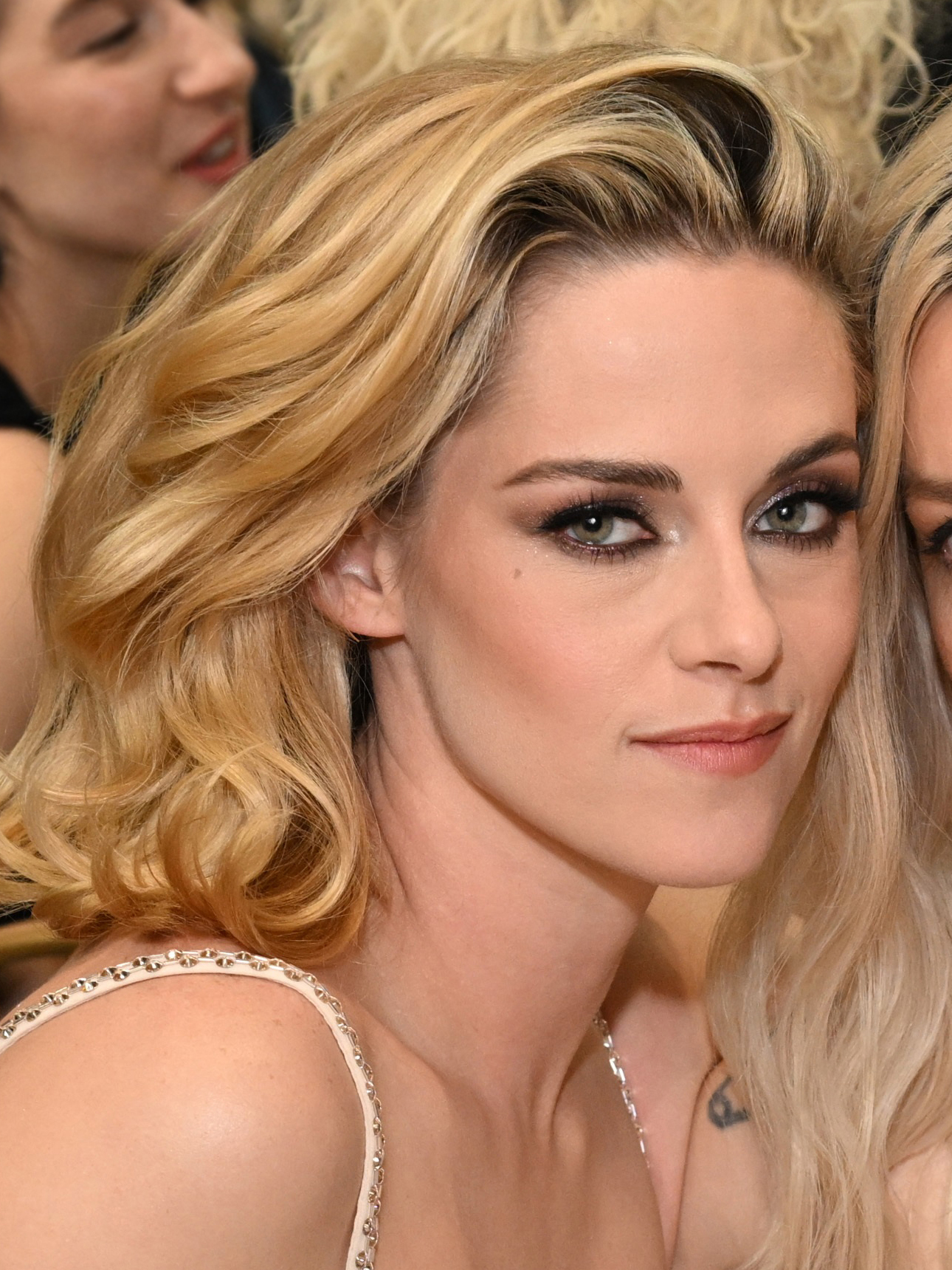
Кристен Стюарт была предложена роль в открывающей сцене «Крика 4»

В конце августа 2010 года «The Hollywood Reporter» сообщил, что актрисы Анна Пакуин (исполнительница главной женской роли в шоу «Настоящая кровь») и Кристен Белл (звезда сериала «Вероника Марс») сыграют роли-камео в самом начале. В интервью изданию «Parade» Белл была немногословна: «Я снимаюсь в этом фильме, скажу так. Не уверена, что могу рассказать что-то ещё. Но это очень-очень увлекательный фильм — он понравится всем так же, как и первый». В конце ноября появилось первое фото из сцены с участием актрис, однако никаких подробностей относительно их ролей так и не было раскрыто.
Тогда же актриса Шеней Граймс, известная по сериалу «90210: Новое поколение», опубликовала на своей странице в «Twitter» совместное с Люси Хейл (из шоу «Милые обманщицы») фото со съёмок. Вскоре СМИ сообщили, что актрисы появятся в картине в небольших ролях. В интервью «TV Guide» Граймс сказала: «Я выросла на этих фильмах. Я восторгаюсь Нив Кэмпбелл — я ведь тоже из Канады. Для меня было чем-то нереальным, что я оказалась в этом фильме». К тому времени в Интернете начала набирать популярность теория одного из журналистов, согласно которой героини Пакуин и Белл сыграют убийц, а Граймс и Хейл — их жертв. Хейл получила роль благодаря жене одного из продюсеров картины — поклонницы сериала «Милые обманщицы». Незадолго до выхода фильма, в интервью для «MTV» Хейл рассказала, что она не может раскрывать подробностей сцены со своим участием, и даже не знает имени своего персонажа. Изначально Хейл должна была сыграть персонажа, сыгранного Бритт Робертсон, но ей пришлось согласиться на более короткую роль из-за напряжённого рабочего графика «Милых обманщиц»; кроме того, актриса призналась, что её трудно напугать, и что она предпочитает паранормальные фильмы ужасов (её любимый — «Изгоняющий дьявола»), так как фильмы вроде «Крика» её совсем не пугают.
В сентябре 2010 года стало известно, что Бритт Робертсон и Эйми Тигарден также исполнят эпизодические роли в фильме. По просьбе Уэса Крэйвена члены съёмочной группы часто разыгрывали актёров, пугая неожиданным появлением в костюме Призрачного лица в сценах, где убийца отсутствовал. В более поздних интервью Робертсон рассказала о подобном подходе режиссёра к съёмкам: «Я понимала, что он — легенда. Но не знала, какой он человек и режиссёр. Всё то недолгое время, что я с ним работала, он был очень спокойным, мягким и тихим человеком. Думаю, один из моих любимых моментов на съёмках, когда Призрачное лицо спрятался в кладовой — я не знала об этом, так как члены съёмочной группы намеренно не контактировали друг с другом на съёмках определённых сцен — а я открываю дверь, и он набрасывается на меня, испугав до чёртиков. Это придумал Уэс, он подшутил так практически над каждым актёром — об этом я узнала позже. Но мне показалось классным, что столько фильмов спустя он делает так, что у каждого остаются личные воспоминания о съёмках».

## Съёмочный процесс

### Локации

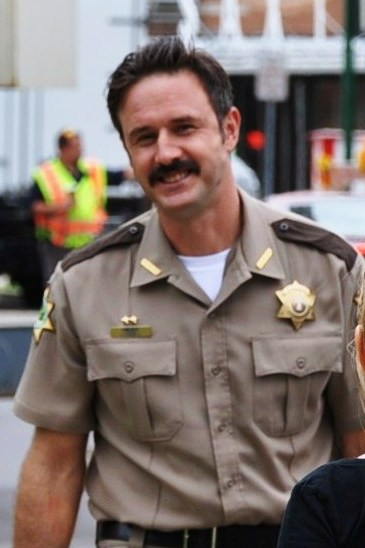
Дэвид Аркетт на съёмочной площадке фильма

Начало съёмок было запланировано на май 2010 года, но график сдвинули на 28 июня того же года. При бюджете $40 млн основные съёмки начались 28 июня 2010 года, и проходили в нескольких городах штата Мичиган. Предполагалось, что съёмки закончатся 6 сентября, но они продлились до 24 числа того же месяца — съёмочная группа работала 42 дня. Крэйвен отметил, что выбор пал на штат Мичиган по двум причинам: во-первых, местность и дома похожи на Санта-Розу в Северной Калифорнии, где снимали первый фильм; во-вторых, штат предложил кинематографистам значительные налоговые льготы.
Дом семьи Робертс снимали на натуре в городе Анн-Арбор на улице Линкольн-авеню — в картине использовался особняк 1910 года постройки, принадлежащий семье Линды и Гейба Тесар. Его обнаружил менеджер фильма по поиску локаций Логан Купер — проблемой было найти два подходящих дома по соседству для съёмок сцены, в которой герои наблюдают за убийством Оливии. На поиски ушло шесть недель, во время которых состоялись просмотры 40 пар домов, прежде чем Купер сделал выбор в пользу особняка семьи Тесар. Съёмки проходили около трёх недель с шести вечера до шести утра — в это время на площадке работали около 80 человек.
«Woodworth Middle School» в городе Дирборн снимали в качестве Старшей школы Вудсборо. Школу выбрали за сходство со зданием, где проходили съёмки первой части, однако съёмочной группе всё равно пришлось поработать над фасадом — местные СМИ сообщили, что в сценарии сцена описана как «флешбэк». Бывшее здание суда 16-го округа города Ливония использовали в качестве здания полицейского участка. Съёмки сцен во время «Ударофона» проходили в городе Салин к юго-западу от Анн-Арбор на улице Уотерворкс-роуд. Съёмки больничных сцен проходили в Детройте в «Hutzel Women’s Hospital».
В апреле 2010 года Уэс Крэйвен искал книжный магазин для сцены презентации книги Сидни Прескотт — и решил использовать для съёмок ещё не открывшийся магазин в Нортвилле под названием «Next Chapter Bookstore Bistro» на Ист-Мэйн-стрит; режиссёру так понравились интерьер и название магазина, что он полностью сохранил их для съёмок; Крэйвен также нанял повара магазина, чтобы готовить еду для съёмочной группы — основные сцены отсняли в первую неделю июня. Несколько сцен снимали у входа в «Box Bar» в Плимуте в Мичигане — его использовали в качестве фасада книжного магазина, куда приезжает Сидни в начале фильма, а затем появляется полиция. Также в Нортвилле на улице Клемент-роуд расположен дом Кирби, где происходит действие финала картины, а на Даблъю-Данлэп-стрит находится дом Дью и Гейл.

### Секретность
«Я посмотрел все три части после того, как узнал, что играю убийцу. Я хотел позаимствовать определённые вещи у других актёров, а что-то привнести от себя. Я хотел, чтобы в его поступках был определённый смысл, хотя в таких случаях злодеи просто ведут себя как психи, понимаете, о чём я? Я хотел оставаться человеком и понять, почему я сумасшедший? Почему я убиваю людей? Этого нет в фильме, но я вижу это как борьбу, страдание. Каждый раз убивая человека, он плачет и сожалеет об этом. Думаю, такого не было в «Криках» — раскаивающийся убийца, вот кого я хотел сыграть».
Журнал «Empire» написал, что студия приложила максимум усилий, чтобы сохранить подробности проекта в тайне — например, во время кастинга актёры и их агенты получали лишь короткое описание персонажей. А в самом начале съёмочного процесса актёрам выдали лишь первые 75 страниц текста от общего сценария объёмом в 140 страниц — учитывая опыт работы над предыдущими частями, студия решила перестраховаться, чтобы концовка и личность убийцы не стали известны до выхода картины. По словам Эммы Робертс, все копии сценария были с именными вотермарками, и если текст потеряется и где-то «всплывёт», сразу станет известен виновный в этом. Съёмки были постоянным стрессом для Уэса Крэйвена, привыкшего работать по чёткому плану и графику задач на день; но в случае с «Криком 4» новые страницы попадали к нему в руки лишь вечером накануне, иногда — в день съёмок. Однако режиссёр считал такие меры предосторожности оправданными, вспоминая работу над «Криком 2»: «Тогда мы получили 40 страниц текста от Кевина Уильямсона. Они были великолепны. Но уже к концу дня нам говорят, что сценарий попал в Интернет. Мы открываем сайт и пожалуйста — на нас смотрят те самые 40 страниц. Эта утечка стоила нам великолепной открывающей сцены. Пришлось сильно попотеть, придумывая новую».
Съёмки проходили в строжайшей секретности, которую Крэйвен сравнил с «деятельностью ЦРУ». Однако фото со съёмочной площадки выкладывали сами актёры, местные жители и поклонники — например, наблюдавшие главных героев и полицию у дома Кейт после убийства Оливии; один из пользователей фанатского сайта франшизы под ником «Bananadoc», выложив фото, написал: «Это была кровавая, суматошная сцена — охрана достаточно жёстко относилась к людям с камерами. Я не виню их за это — это важная сцена, которую снимали на глазах хоть и маленькой, но всё же толпы. С другой стороны, я удивлён, что они вообще решили снимать её в таких условиях». Как бы там ни было, работая над фильмом, сам Крэйвен не упускал возможности подразнить поклонников на своей странице в «Twitter»: «Во время съёмок я постоянно что-то писал. Новые технологии очень влияют на события в нашем мире. Это повлияло и на фильм. У нового поколения новые способы общения». Например, 30 июля Крэйвен опубликовал в «Twitter» первое фото с Призрачным лицом и подписал его: «Он вернулся!» (англ. He’s Baaack!).

### Дополнительные съёмки
Тестовый показ картины прошёл в Питтсбурге 6 января 2011 года, а в конце месяца Уэс Крэйвен сообщил на своей странице в «Twitter» о проведении дополнительных съёмок в Детройте (штат Мичиган). Руководство студии решило переснять две сцены: эпизод с убийством школьниц Марни и Дженнифер в начале картины, а также сцену гибели Ребекки, пиарщицы Сидни — в интервью «Entertainment Weekly» Крэйвен отметил, что съёмочная группа не будет переснимать уже готовые сцены, а создаст новые эпизоды истории. Актриса Эйми Тигарден вскоре выложила фото со съёмок на странице в «Twitter». Тогда же в СМИ появились слухи о том, что студия решила изменить финал картины, но Крэйвен опроверг эти новости. Съёмки сцен продлились 4 дня — вплоть до начала февраля. Роджер Джексон вспоминает, как видел Уэса Крэйвена последний раз в жизни: «Мы переснимали часть материала в Мичигане. Это было сложно с технической точки зрения — основные съёмки проводились летом, а теперь всё было занесено снегом. После того, как закончился рабочий день, мы сели в машину, чтобы вернуться в отель. Мы ехали долго-долго, я выглянул в окно и посреди темноты я заметил Уэса с камерой в руке — он фотографировал ночных птиц. Это был последний раз, когда я его видел. Я подумал: „После тяжёлого рабочего дня он стоит на холоде в снегу, и делает то, что согревает его сердце“. Он был выдающимся человеком».

## Постпроизводство

### Специальные эффекты
«Крик 4» стал первым фильмом франшизы, в котором использовали компьютерные эффекты (CGI). Их производством занималась студия «Prime Focus». Супервайзер Джон Коули рассказал, что в фильме появляется около 225 кадров с использование визуальных эффектов. К примеру, в большинстве сцен лезвие ножа было нарисовано, хотя на съёмках использовалась и конструкция ножа с задвигающимся лезвием. В «Крике 4» наибольшее количество убийств среди фильмов франшизы — 11. Смерть персонажа Энтони Андерсона снималась с помощью 30 камер с разных углов — она была придумана после того, как Крэйвен узнал о подобном случае из документального фильма о сотрудниках «скорой помощи»: жертва, которую зарезали подобным образом, сама дошла до больницы с ножом в голове; Крэйвен решил, что это довольно необычный случай. Как признаётся режиссёр, он не сообщил боссам студии об изменениях в сцене, и, шутя, добавил, что «будет надеяться, его не уволят на следующий день».

### Музыка Белтрами
Саундтрек к четвёртой части вновь написал Марко Белтрами, работавший над музыкальным сопровождением трилогии. При написании музыки Белтрами пытался найти новые подходы к обработке всем известных композиций франшизы: «Думаю, большинство моих задумок основано на ритмичности. Мне нравится играть с нечётким ритмом. Перкуссией может быть любой предмет, поэтому есть много возможностей для исследований и открытий. Мне кажется, что многие любят использовать перкуссию, чтобы найти новое звучание. Это не прямолинейная, полномасштабная мелодия — скажем, та же „Sidney’s Theme“ — все мелодии „вплетаются“ в саундтрек. Этот приём создан для того, чтобы его использовали в главных темах. Это не однозначная мелодия, она становится частью композиции».
По словам композитора, бюджет на саундтрек был меньше, чем у остальных частей: «У нас не было денег, чтобы записывать саундтрек в Лос-Анджелесе. Не знаю, почему так. Это то, что меня разочаровало в работе над фильмом. Нам пришлось отправиться в Братиславу, но я сам не смог поехать — на это тоже не было денег. Они прекрасно справились, и всё такое. Я знаю, что в фильме музыка звучит отлично, но я ясно вижу слабые места в её качестве. Все предыдущие „Крики“ записывали в Лос-Анджелесе. В случае со вторым и третьим фильмом у нас был большой Голливудский оркестр. В новом фильме это звучание отсутствует». Музыку исполнил Словацкий симфонический оркестр под руководством дирижёра Аллана Уилсона (англ. Allan Wilson).
Официальный альбом с композициями из фильма выпустил лейбл «Varèse Sarabande» 19 апреля 2011 года:
| №                   | Название                               | Artist              | Длительность |
| ------------------- | -------------------------------------- | ------------------- | ------------ |
| 1.                  | «You're Not Real»                      | Марко Белтрами      | 5:44         |
| 2.                  | «Dewey In The Morning»                 | Марко Белтрами      | 0:29         |
| 3.                  | «Cheating On My Diet / Woodsboro 2010» | Марко Белтрами      | 2:50         |
| 4.                  | «When You Let Someone Go»              | Марко Белтрами      | 1:36         |
| 5.                  | «It’s My Rental»                       | Марко Белтрами      | 1:35         |
| 6.                  | «You Were Busy»                        | Марко Белтрами      | 1:09         |
| 7.                  | «Which Closet?»                        | Марко Белтрами      | 4:32         |
| 8.                  | «Working Together»                     | Марко Белтрами      | 1:24         |
| 9.                  | «You Are The Message»                  | Марко Белтрами      | 3:14         |
| 10.                 | «Everything's Under Control»           | Марко Белтрами      | 1:18         |
| 11.                 | «I Know How You Feel»                  | Марко Белтрами      | 2:30         |
| 12.                 | «Cameras Obscured»                     | Марко Белтрами      | 1:33         |
| 13.                 | «Gail & Ghostface»                     | Марко Белтрами      | 1:04         |
| 14.                 | «Don't Spoil It, Part 1»               | Марко Белтрами      | 4:27         |
| 15.                 | «The After Party»                      | Марко Белтрами      | 2:47         |
| 16.                 | «I Got It Right»                       | Марко Белтрами      | 3:58         |
| 17.                 | «Your Ingenue Days Are Over»           | Марко Белтрами      | 5:45         |
| 18.                 | «The After-After Party»                | Марко Белтрами      | 3:16         |
| 19.                 | «Touch & Go»                           | Марко Белтрами      | 2:52         |
| 20.                 | «Don’t Spoil It, Part 2»               | Марко Белтрами      | 3:57         |
| 21.                 | «Sid’s Advice»                         | Марко Белтрами      | 5:41         |
| Общая длительность: | Общая длительность:                    | Общая длительность: | 61:38        |

7 января 2022 лейбл выпустил бокс-сет «Scream: Ultimate CD Bundle», куда вошёл ранее изданный альбом, а 6-й диск содержал новые материалы к «Крику 4»:
- Трек №26. Dewey In The Morning (Original Demo)
- Трек №27. Dewey Cleans Up (Original Demo)
- Трек №28. Stab Main Title (Rejected Demo)

## Монтаж

### Удалённые сцены
В интервью «Dread Central» Уэс Крэйвен сказал, что из отснятого материала можно было собрать фильм продолжительностью три часа. По словам режиссёра, это был прекрасный материал, но он слишком замедлял темп повествования: «Мы поняли, что события развиваются не так стремительно, как хотелось бы. Было много сцен в больнице — слишком много, на мой взгляд; кучу времени мы провели в доме Кейт, тёти Сидни, — всё это замедляло историю. Поэтому многое пришлось вырезать — особенно в доме Кейт. Но я не расстроен, это пошло фильму на пользу. Но есть одна конкретная сцена, за которую я боролся, однако Боб сказал, что её надо вырезать. Это сцена на месте преступления — убийства двух первых жертв. Их тела расположены так же, как тела Кейси и Стива в первом фильме. То, что убийца воспроизводит события оригинала, было важной частью истории в ранних версиях сценария — и что стало практически незаметным по ходу финального монтажа картины. Думаю, это единственный эпизод, который я хотел бы увидеть в картине. Но в целом я доволен конечным результатом».

Удалённая сцена: Полиция на месте убийства школьниц Дженни Рэндалл и Марни Купер

Другие удалённые сцены фильма также содержат отсылки к событиям первой части. Например, Джуди Хикс говорит Дьюи, что на шее убитой Оливии висит рама от дверцы для домашних животных — сестра Дьюи, Татум, пыталась пролезть в дверцу, спасаясь от убийцы. В сценарии также присутствовал диалог Сидни с доктором Дэнни Ортом (англ. Dr. Danny Orth) — он появляется в эпизоде в больнице, куда героев привозят после нападения Призрачного лица и убийства Оливии. В разговоре главная героиня узнаёт, что врач — старший брат Стива Орта, парня Кейси Бейкер; оба персонажа были убиты в открывающей сцене «Крика». Некоторые обозреватели отметили, что эти сцены, удалённые по настоянию Боба Вайнштейна, были важны для понимания сюжета и более логического повествования: «В этом главный метареализм истории — фильм серии „Крик“ искромсали боссы студии».
20 вырезанных и расширенных сцен общей продолжительностью 26 минут были изданы на DVD и Blu-Ray — они представлены ниже в хронологическом порядке:
- [B] Марни разыгрывает Дженни, притворившись мёртвой. Чуть позже в сцене Призрачное лицо нападает с ножом на Дженни прямо на глазах подруги, но Марни уверена, что это всего лишь розыгрыш. Марни пытается спастись от маньяка, но погибает — её последними словами стали фраза: «Ты — ненастоящий» (англ. You're Not Real).
- [A] Утро в доме Дьюи и Гейл. Дьюи спрашивает жену, пойдёт ли она на автограф-сессию Сидни, и отмечает, что это было бы неплохо — Сидни вернулась в город впервые после смерти своего отца.
- [D] В эпизоде в школе Тревор пытается извиниться перед Джилл и вернуть её.
- [A] Дьюи и полиция на месте убийства Марни и Дженни — на стене кровью написано: «Какой твой любимый ужастик?» (англ. What's Your Favorite Scary Movie?). Офицер Перкинс говорит шерифу, что орудием убийства, скорее всего, является подобие охотничьего ножа. Перед тем, как Дьюи уходит, помощник шерифа Хикс рассказывает ему об убитых школьницах.
- [A] У школьного фонтана главные герои обсуждают события, и кто может стать следующей жертвой маньяка или быть убийцей. Затем они сравнивают Сидни с персонажами фильмов, но их одёргивает Тревор.
- [A] Полицейские осматривают дом Робертсов перед тем, как Сидни заезжает туда. Потом появляется Дьюи, следом — Кирби с китайской едой.
- [A] Кейт Робертс извиняется перед Джилл и Сидни за то, что она не слышал шума и криков, когда произошло убийство Оливии — женщина смешала снотворное с бокалом вина и «отключилась».
- [A] Дьюи делится воспоминаниями о смерти своей сестры с Джуди Хикс. Дьюи подчёркивает, что убийца имитирует действия Билли и Стю. Он называет происходящее «Ремейком Вудсборо» (англ. Woodsboro Remake).
- [A] Гейл пытается получить информацию о ходе расследования у офицеров Перкинса и Хосса.
- [A] Тревор приходит в больницу к Джилл. Они целуются и почти мирятся, когда Тревор неожиданно цитирует строчку из книги Сидни — Джилл начинает злиться на юношу ещё больше, потому что он сказал, что не читал книгу Сидни. Ранее в этой же сцене Джилл высказала подозрение, что Тревор может быть убийцей, а потом обвиняет его в том, что он одержим Сидни.
- [A] Разговор Сидни и Гейл в больнице — журналистка предлагает Сидни вместе расследовать убийства. Их подслушивает Джуди Хикс.
- [B] Убийство Ребекки на парковке.
- [C] Призрачное лицо на парковке.
- [A] Офицер Перкинс на страже — полицейский останавливает школьника в коридоре.
- [A] Кирби, Робби и Чарли разговаривают в школьном коридоре о предстоящем «Ударофоне».
- [A] Чарли и Робби приезжают в амбар для подготовки «Ударофона» — когда Чарли с коробкой подходит к дверям, Робби пугает его неожиданным появлением.
- [A] Тревор и Джилл ищут телефон Джилл у дома Кирби.
- [D] Пьяный Робби сталкивается с Тревором у дома Кирби.
- [B] Дьюи навещает Гейл в больнице — в этой версии сцены именно он понимает, кто настоящий убийца, а не Гейл.
- [D] Дьюи и Гейл навещают Сидни в её палате после смерти убийцы.

Фраза Гейл «Go Ahead If You Have The Guts!» (с англ. — «Давай, если кишка не тонка!») во время нападения на неё в амбаре появляется в рекламных роликах, но отсутствует в финальной версии фильма.
- ↑ A. Полностью удалённая сцена.
- ↑ B. Альтернативный вариант.
- ↑ C. Тестовая съёмка.
- ↑ D. Расширенная версия.

### Возрастной рейтинг
В начале 2010 года в СМИ появились слухи, что новая часть — впервые во всей серии — получит возрастной рейтинг «PG-13» (к просмотру допускаются дети старше 13 лет). Но Американская киноассоциация присвоила картине тот же рейтинг, что и предыдущим частям франшизы, «R» — это значит, что дети до 17 лет допускаются на сеанс только в сопровождении взрослого.

## Продвижение

### Рекламные материалы
29 апреля 2010 года был опубликован первый тизер-постер. В рекламной кампании — в трейлерах и на постерах — использовался слоган «Новое десятилетие. Новые правила» (англ. New Decade. New Rules). По словам Уэса Крэйвена, эта фраза точно отражает суть фильма: «Это о том, что произошло за последние 10 лет, и где мы сейчас находимся. „Новое десятилетие, новые правила“ — основной мотив фильма, пытающегося понять, каким правилам следует новый убийца Призрачное лицо. Как с ним бороться без путеводителя? Мы должны это выяснить». В российской локализации слогана слово «десятилетие» заменили на «год». На официальных российский плакатах также была размещена фраза «Какой твой любимый ужастик?». 31 января «Yahoo!» опубликовал первый официальный постер с изображением цифры «4», в контурах которой видно лицо Сидни. 16 февраля СМИ опубликовали третий официальный постер с маской Призрачного лица в виде лезвия ножа. Незадолго до выхода фильма в прокат студия столкнулась с недовольством общественности в лице группы родителей — рекламные плакаты с изображением маски убийцы разместили напротив начальной школы в одном из городов Австралии. 4 марта 2011 года был запущен официальный сайт фильма.

### Печатные издания
Съёмки картины и её релиз получили широкое освещение в печатных изданиях, в том числе в журнале «Entertainment Weekly». 15 апреля 2011 года в продажу поступил выпуск, на обложке которого был изображён убийца Призрачное лицо, со статьёй «Scream Returns! The Bloody Battle Over Scream 4» и фотографиями актёрского состава, сделанными Рейчел Либерман. В преддверии выхода четвёртой части компания «Lionsgate Home Entertainment» выпустила специальный релиз трилогии — журнал устроил конкурс с розыгрышем издания среди своих читателей. В декабре 2021 года по случаю юбилея первого фильма и в преддверии релиза пятой части журнал также выпустил специальный номер «The Ultimate Guide To Scream», рассказывающий о съёмках всех фильмов серии.

### Фигурки
В январе 2011 года компания «NECA» объявила о выпуске двух фигурок убийцы Призрачное лицо по фильму «Крик 4» — стандартной версии (англ. Cult Classic Scream «Ghostface» 7" Action Figure) и «зомби»-версии (англ. Cult Classic Scream «Zombie Ghostface» 7" Action Figure), отличающейся цветом маски. Тогда же в одном из интервью директор по лицензированию компании «Fun World» Эр Джей Торберт сообщил, что киностудия не гарантировала появление «зомби»-версии в самом фильме — поклонники сразу же предположили, что новая маска была частью сюжета в более ранних версиях сценария, который к тому времени претерпел значительные изменения. Узнав, что часть поклонников предпочитает, чтобы плащ убийцы был сделан из материи, а не из резины, компания решила выпустить оба варианта стандартной версии фигурки.

### Игра для мобильных устройств
Официальная игра по фильму «Крик 4» для iOS и Android вышла вскоре после премьеры фильма — 15 апреля. Разработчик игры — «The Weinstein Company», решившая расширить сферы своей деятельности, предлагая среди прочей продукции по своим фильмам ещё и видео-игры. Игроку предстоит управлять убийцей в маске по прозвищу «Призрачное лицо», чтобы настичь своих жертв и остаться незамеченным для полиции на трёх локациях: школа, спортзал, вечеринка, а бонусные очки даются за убийство чирлидерш и спортсменов.

### Саундтрек
12 апреля 2011 года лейбл «Lakeshore Records» выпустил альбом с песнями, прозвучавшими в фильме. Впервые песня «Red Right Hand» Ника Кейва не звучала в фильме франшизы — вероятно, из-за авторских прав, так как композиция появляется в первом рекламном ролике, который затем быстро изъяли из публикаций. Как бы там ни было, песня вновь появилась во франшизе, прозвучав в пятом фильме.
| №                   | Название                       | Автор(ы)                                                                     | Artist                 | Длительность |
| ------------------- | ------------------------------ | ---------------------------------------------------------------------------- | ---------------------- | ------------ |
| 1.                  | «Something To Die For»         | Jesper Anderberg Johan Bengtsson Fredrik Blond Maja Ivarsson Felix Rodriguez | The Sounds             | 3:42         |
| 2.                  | «Bad Karma»                    | Desmond Child Ida Maria Sivertsen Stefan Tornby                              | Ida Maria              | 2:55         |
| 3.                  | «Cup Of Coffee»                | Corey Marriott Jay Marriott Steve Turnock Liam Young                         | The Novocaines         | 1:30         |
| 4.                  | «Make My Body»                 | Christophe Eagleton Kamtin Mohager                                           | The Chain Gang Of 1974 | 3:37         |
| 5.                  | «Don't Mess With The Original» | Marco Beltrami                                                               | Marco Beltrami         | 3:33         |
| 6.                  | «Yeah Yeah Yeah»               | Jesper Anderberg Johan Bengtsson Fredrik Blond Maja Ivarsson Felix Rodriguez | The Sounds             | 3:31         |
| 7.                  | «Run For Your Life»            | Tamara Schlesinger                                                           | 6 Day Riot             | 2:32         |
| 8.                  | «Axel F»                       | Harold Faltermeyer                                                           | Raney Shockne          | 3:01         |
| 9.                  | «On Fire»                      | Jesse Laz                                                                    | Locksley               | 1:54         |
| 10.                 | «Devils»                       | Eric Elbogen                                                                 | Say Hi                 | 2:20         |
| 11.                 | «Denial»                       | Lucas Banker Logan Conrad Mader                                              | Stereo Black           | 3:43         |
| 12.                 | «Jill's America»               | Marco Beltrami                                                               | Marco Beltrami         | 3:26         |
| Общая длительность: | Общая длительность:            | Общая длительность:                                                          | Общая длительность:    | 35:51        |

### Документальные фильмы
14 апреля 2011 года в Лос-Анджелесе состоялся премьерный показ документального фильма «Продолжай кричать: Ретроспектива фильма ужасов» (англ. Still Screaming: The Ultimate Scary Movie Retrospective), рассказывающего о создании оригинальной трилогии; режиссёром и сценаристом выступил журналист Райан Турек, показ прошёл при поддержки портала «FEARnet». 6 апреля 2011 года вышел документальный фильм из телевизионного цикла «The Inside Story», посвящённый истории создания четырёх — всех вышедших на тот момент — фильмов франшизы. Фильм получил сольный релиз и был включён в 5-дисковое специальное издание вместе с оригинальной трилогией и документальным фильмом «Продолжай кричать» — оба Blu-Ray-издания выпустила компания «Lionsgate Films» 6 сентября 2011 года.

### Мероприятия
Во время одного из мероприятий в октябре 2010 года Дэвид Аркетт рассказал журналистам, что четвёртый фильм может стать первым в серии, у которого появится подзаголовок — «Крик 4: Возвращение в Вудсборо» (англ. Scream 4: Return To Woodsboro). 19 октября 2010 года эксклюзивный тизер-ролик фильма представили Уэс Крэйвен, Нив Кэмпбелл, Эмма Робертс и Дэвид Аркетт во время церемонии вручения премии «Scream 2010» телеканала «Spike TV». В тот же день ролик был опубликован в Интернете, однако версия в сети была длиннее. 24 марта 2011 года состоялась пресс-конференция, приуроченная к скорому выходу фильма — в ней приняли участие Уэс Крэйвен, Нив Кэмпбелл, Дэвид Аркетт и Кортни Кокс.
Рекламируя выход картины на домашнем видео, студия «Universal Studios» организовала аттракцион-перформанс «Terror Tram: SCRE4M For Your Life» на традиционном ежегодном фестивале «Halloween Horror Nights» в сентябре и октябре 2011 года.

## Релиз

### Кассовые сборы
Голливудская премьера состоялась 11 апреля 2011 года в кинотеатре «Китайский театр». В широкий прокат США и Канады картина вышла 15 апреля 2011 года. Днём ранее, 14 апреля, в российский прокат фильм выпустила компания «Централ Партнершип Paramount».
Премьера состоялась на площадке 3 305 кинотеатров на 4 400 экранах Америки, и в первую ночь фильм собрал $1 млн, добавив $8,7 млн в пятницу и ещё $7 млн в субботу, заняв второе место по результатам за уик-энд. По мнению специалистов, результат в $19,3 миллиона за первые выходные проката — довольно «разочаровывающий» для столь разрекламированного проекта; это второй показатель по самым низким сборам во всей франшизе. После второй недели картина оказалась на пятой строчке, заработав $7 миллионов ($7,8 млн за четырёхдневные пасхальные праздники); ещё $2,2 млн фильм собрал в третью неделю.
В первые выходные мировые сборы составили $37,3 млн на территории 30 стран, уступив место лишь мультфильму «Рио», собравшему $53,9 миллиона в 62 странах; фильм стал лидером по сборам в Великобритании, собрав более 2 миллионов фунтов; занял второе место во Франции; третье — в Мексике и четвёртое в Австралии. За выходные фильм переместился на пятую строчку, собрав $7,2 млн. В России и странах СНГ фильм собрал 116 292 427 рублей (около $4 137 048), его посмотрело 659 720 зрителей.
Общие сборы в США и Канаде составили около $38,2 миллиона и почти $59 млн — в других странах; в итоге общие мировые сборы добрались до отметки $97 035 182 при бюджете $40 миллионов.
| Выход в прокат | Бюджет      | Кассовые сборы | Кассовые сборы | Кассовые сборы |
| Выход в прокат | Бюджет      | США и Канада   | Другие страны  | Общие          |
| -------------- | ----------- | -------------- | -------------- | -------------- |
| 15 апреля 2011 | $40 000 000 | $38 180 928    | $58 957 758    | $97 035 182    |

Джен Чейни в недельном обзоре проката для «The Washington Post» написала, что главную конкуренцию «Крику 4» составили мультфильм «Рио» и другой фильм ужасов — «Астрал»; однако главная причина неудовлетворительных сборов картины в другом: «Мы знаем, что мнение критиков часто не соотносится с финансовым успехом фильма. Но бывают случаи, когда отзывы действительно важны — когда потенциальные покупатели билетов сомневаются, стоит ли идти на фильм. После 11-летнего перерыва в лихорадке по „Крику“ 20-30-летние зрители, вероятно, почувствовавшие сильнейшую ностальгию по сериалу, были не в восторге от новой части. Несмотря на то, что были не только негативные отзывы, их всё же хватило, чтобы отбить у таких зрителей жаление идти на фильм в кино. […] Прошло одиннадцать лет с тех пор, как „Крик 3“ вышел в кинотеатрах. Некоторые первоначальные поклонники „Крика“ переключились на другие франшизы, а потенциальные новые — которые были ещё учениками младших классов, когда фотографии Сидни Прескотт стали феноменом поп-культуры — не достаточно вовлечены в историю, чтобы переживать за её персонажей. Шансы на то, что в ближайшие недели в сборах фильма произойдет скачок, выглядят маловероятными; с точки зрения кассового успеха, кажется, что „Крик 4“ упустил свой момент».

### Номинации и награды
В июне 2011 года картина получила номинацию на премию «Teen Choice Awards» за «Лучший фильм ужасов», но уступила «Паранормальному явлению 2». 2 марта 2012 года «Крик 4» выиграл премию «Virgin Media Movie Awards» за «Лучший фильм ужасов», а Призрачное лицо стал третьим в списке «Лучших злодеев».

### Выход на видео
Самый первый релиз на домашнем видео картина получила в Мексике — 5 августа 2011 года фильм вышел в этой стране на DVD и Blu-Ray. 16 августа состоялся релиз в Дании, 17 августа — в Швеции, 22 августа — в Великобритании и Ирландии, 20 сентября — в Канаде, 4 октября — в США и 13 октября — в Австралии и Новой Зеландии. В американское издание также вошли дополнительные материалы:
- аудиокомментарии режиссёра Уэса Крэйвена, а также актрис Нив Кэмбелл, Эммы Робертс и Хейден Панеттьер;
- удалённые и расширенные сцены с комментариями режиссёра (26:02);
- неудачные дубли и приколы со съёмочной площадки (9:18);
- короткометражный ролик о создании фильма «The Making Of Scream 4» (10:29);
- скриншоты игры «Scream 4» для мобильных устройств.

В США выручка от продаж на DVD составила $6 487 786, а на Blu-Ray — $3 203 953. В первую неделю выхода на видео картина оказалась на втором месте в списке продаж, а также 7 недель провела в двадцатке самых востребованных фильмов. Дебют фильма на американском телевидении состоялся 20 апреля 2012 года на телеканале Showtime. В декабре 2012 года картина стала доступна для «свободного просмотра» (англ. free weekend preview) в 80 миллионах домов по всей Америке. 19 апреля 2013 года фильм был добавлен в библиотеку «Netflix». Кроме того, картина доступна для американских зрителей в онлайн-магазинах iTunes и Google Play.
Компания «Новый диск» выпустила фильм в России на DVD и Blu-Ray 27 октября 2011 года без дополнительных материалов, а в 2022 году состоялся релиз «Крик 4. Специальное издание» — в подарочный набор вошли 10 открыток, но, как и ранее, без дополнительных материалов на диске. В описании сюжета на обложке всех российских лицензионных изданий фильма допущена ошибка в названии города и описании сюжета персонажа: «Сидни Прескотт последние несколько лет провела в относительной тишине и покое. Теперь она работает методистом в Вудсборгской средней школе. Жизнь потихоньку налаживается, вдали от вспышек и видеокамер папарацци. Но когда находят труп одного из студентов, мир Сидни Прескотт вновь начинает рушиться. Всему виной возродившийся убийца в маске „Лицо Призрака“».

## Критика и проблематика

### Агрегаторы
Фильм получил неоднозначные отзывы кинокритиков и зрителей. На сайте «Rotten Tomatoes» рейтинг фильма составляет 61 % на основе 190 обзоров, средняя оценка — 5,90 из 10: «Франшиза немного устаревает, но новый фильм — определённо лучше предыдущего, в нём много мета-юмора и продуманных убийств». На сайте «Кинопоиск» у фильма рейтинг 6,059 на основе 47 011 оценок зрителей; на «Internet Movie Database» — 6,2 из 10 на основе оценок 147 372 пользователей (на июль 2022 года). На «Metacritic» фильм получил оценку 52 из 100 на основе 32 «смешанных отзывов критиков», и оценку 6,4 из 10 — от зрителей. Зрительская оценка на «CinemaScore» — «B-» по шкале от «A+» до «F».

### Первоначальные отзывы
Роджер Эберт присвоил фильму 2 звезды из 4, отметив что фильм использует всю ту же хорошо известную формулу жанра и не привносит ничего нового, но оценив режиссуру Крэйвена и диалоги Уильямсона. Журнал «Empire» оценил картину на 2 звезды из 5 — в обзоре сказано, что «фильм использует старомодную формулу» и «мало пугает». В обзоре «The New York Daily News» говорится, что у «фильма истёк срок годности», а «высмеивание клише уже не кажется таким ироничным». «Toronto Sun» дал картине «смешанную оценку» — «этот фильм не стал таким долгожданным глотком свежего воздуха, как это было в случае с оригиналом 1996 года. Ни с того, ни с сего, это хоррор-триллер, который с нетерпением ждут твои родители»; как бы там ни было, обозреватель оценил работу Крэйвена над проектом. Колин Коверт из «Star Tribune» оценил картину на 4 звезды из 4 возможных — по мнению автора, «фильм идеально сочетает страх, юмор и неожиданные повороты сюжета». В обзоре «Boston Herald» сказано, что фильму часто удаётся удивлять, но он оказался слишком затянутым. Лиза Кеннеди из «The Denver Post» написала, что картина содержит множество отсылок к оригиналу 1996 года, но новому фильму далеко до величия первой части; тем не менее, «фильм выделяется среди других картин своего жанра». Лиза Шварцбаум в обзоре «Entertainment Weekly» высоко оценила «Крик 4», написав, что «этот фильм успешно напоминает зрителям обо всём лучшем, что было в первой части». Бэтси Шарки из «Los Angeles Times» написала, что «Крику 4» удаётся найти новые способы испугать своего зрителя. Питер Траверс из «Rolling Stone» дал фильму оценку 2 звезды из 4, раскритиковав комедийную составляющую картины.
Большинство критиков высоко оценили игру Эммы Робертс, а некоторые назвали Джилл Робертс лучшим антагонистом серии. Таннер Странски из «Entertainment Weekly» назвал фразу Джилл «Мне не нужны друзья. Мне нужны фанаты!» одной из лучших цитат фильма. Мартин Либман с портала «Blu-Ray.com» написал: «Все части являются важными элементами единого целого, но если взглянуть на основы — сильные сюжетные линии, качество производства, как идеально каждая часть вписывается в повествование франшизы, и, конечно, сама развлекательная ценность, — сложно не поставить „Крик 4“ на тот же уровень, что и оригинал. Фильм на самом деле так хорош. Это умная, будоражащая картина, идеально подходящая миру Уэса Крэйвена, который он тщательно выстроил более десяти лет назад. Мир, который, по большому счёту, является его величайшим достижением и доказательством того, насколько уникальным было его видение жанра».
Российская критика также встретила фильм неоднозначно. Алексей Гусев в обзоре для «Фонтанка.ру» положительно оценил картину, написав: «Кажется, Крэйвен, которому перевалило за 70, впервые в жизни позволил себе побыть ретроградом. В нашем новом мире, где любые правила неуклонно расшатываются и размываются, — до полной невменяемости, — ему куда как менее уютно, чем в прежние годы, когда законы жанра были незыблемы, а потому умная игра с ними гарантировала плодотворность и дальнейшее развитие». Алла Иванова из «РБК Daily» написала: «Это словно издевательство над царящей сегодня в Голливуде системой сиквелов, приквелов и ремейков, но на сей раз — ещё большая самопародия. Раздающееся из глубин души маньяка что-то типа „Когда же ты наконец сдохнешь“ уже не только шпилька в адрес неубиваемой Сидни Прескотт, но и взгляд на всю эту систему в принципе». Георгий Мхеидзе в обзоре для журнала «Сеанс» назвал фильм «объектом пародии»: «Местами кажется, что картина сделана как-то совсем формально, для галочки: смотрите, мол, все нужные для пародийного ужастика детали у нас на месте, мы ничего не забыли»; «если уж нам суждено было дожить до момента, когда резня в фильме ужасов становится метафорой борьбы полов и внутрисемейных распрей, то остаётся единственная надежда: если четвёртая часть провалится в прокате, это похоронит тему „Криков“ в самом прямом смысле».

### Поздние оценки

Эмма Робертс в роли Джилл.

Годы спустя критика стала воспринимать картину более благосклонно, особенно после выхода пятой части «Крик» (2022 год). Дэвид Кроу с портала «Dan Of Geek» назвал фильм лучшим сиквелом оригинала: «Фильм лучше, чем он вам запомнился, и ступил на территорию „легасиквела“ (англ. legacy sequel) задолго до того, как это сделал фильм „Звёздные войны: Пробуждение силы“». Кроме того, обозреватели отметили, что авторам фильма удалось отразить изменения в обществе, связанные с использованием социальных сетей и одержимостью подростков популярностью в Интернете. Брайан Кэйпер из «Bloody Disgusting» написал: «Я прекрасно понимаю, что окажусь в меньшинстве, но „Крик 4“ — лучшая часть франшизы. Без сомнения, это непростой выбор, если сравнивать с первым „Криком“». Автор отметил, что перед создателями стояла сложная задача достойно развить историю и персонажей, с которой они успешно справились, а также оценил режиссуру Крэйвена и игру актёров, но самое главное — отметил возросшую актуальность фильма: «Да, это мета-комментарий о сиквелах ужастиков, ремейках, и мета-ужастик по своей сути. Но важнее всего то, что подтекст фильма в 2021 году стал куда более актуальным, чем десять лет назад. В 2011-м социальные сети были не „злокачественной опухолью“, а лишь способом поддерживать связь с друзьями по колледжу, местом для обсуждения последнего эпизода шоу „Холостяк“ и для выкладывания фото в отвратительном качестве со вчерашнего ужина. Крэйвен и Уильямсон изучили мрачную суть вопроса. Через тему социальных сетей фильм исследует популярность в эпоху „Facebook“, „Twitter“ и „Instagram“, где личные потребности измеряются лайками, репостами и количеством подписчиков»; «фильмы Уэса Крэйвена часто называют дальновидными и опережающими время… и хотя у Крэйвена не всегда есть возможность полностью раскрыть своё авторское видение, он всегда остаётся верен тому, что для него важно. И этот фильм — не исключение».
Эйдан Джувет с портала «Bleeding Cool» среди главных преимуществ картины назвал эволюцию персонажа Сидни и взаимоотношений Дьюи и Гейл; изображение персонажа Кирби Рид, а также умные и актуальные диалоги. Двумя годами ранее Джувет назвал фильм «идеальным продуктом» франшизы и отметил, что картина абсолютно заслуживает новообретённое признание:
«Крик 4» говорит, что наша последняя выжившая непобедима, а франшиза обладает такой же устойчивостью и может развиваться. Если взглянуть на историю других хоррор-серий, то увидите достаточно проектов, которые соответствуют ожиданиям, но необязательны к просмотру. В случае со всеми четырьмя частями «Крика» всё иначе. «Крик» поддерживает связь с настоящим ужасом и достигает уровня понимания, о котором другие фильмы ужасов могут только мечтать. «Крик 4» успешно следует по стопам своих предшественников, и что более важно — остаётся верен всему, за что мы изначально полюбили эти фильмы. Продолжить историю и поднять ставки до столь высокого уровня — именно поэтому франшиза всегда будет важной частью поп-культуры. Если кто-то однажды продолжит работу над детищем Крэйвена и Уильямсона, нам останется только надеяться, что это будет сделано с должным уважением. Возможно, потребовалось время, чтобы прийти к единому мнению, но если оно заключается в том, что «Крик 4» — это полный триумф, то ожидание стоило того.
Падраик Марони в своей книге «It All Began With A Scream» написал: «Мир изменился за прошедшее с момента выхода трилогии десятилетие, а значит — франшиза тоже должна была измениться. Изменения претерпел и жанр фильмов ужасов, приняв новую форму — пыточное порно вернулось к истокам жёсткого и визуального насилия, которое ассоциируется у зрителей с эксплуатационным кино 1970-х годов. Это привело к появлению более мрачного фильма, чем его предшественники, рассказывающего о более циничном поколении, оказавшемся под влиянием социальных сетей и жаждущих славы ради славы. […] Идея прославиться из-за несчастья — главный мотив фильма, который опередил своё время. Когда состоялся релиз картины, зрители ещё не выставляли напоказ свою жизнь в социальных сетях. Понятие „инфлюэнсера“ только зарождалось, и не признавалось обществом так, как это происходит сейчас. У соцсетей есть тёмная сторона — люди часто чувствуют безнаказанность, чтобы говорить всё, что они захотят анонимно, без давления со стороны внешнего мира».

## Продолжения

### Новая трилогия
Незадолго до выхода фильма Крэйвен и Уильямсон заявили, что выход пятого и шестого фильмов зависит от успеха «Крика 4». Долгое время основной концовкой картины «Крик 4» была сцена, в которой Джилл увозят в больницу, а затем неожиданно парамедик говорит, что в доме есть ещё выжившие, женщина — фильм заканчивался клиффхэнгером, в котором зрители не знают, о ком идёт речь, о Кирби или Сидни. Джилл должна была стать главной героиней/антигероиней следующего фильма, а Сидни испытывала посттравматический стресс, из-за которого не могла вспомнить произошедшие в финале четвёртого фильма события, и что именно Джилл стояла за убийствами — как сообщил портал «Entertainment Weekly», сам Уильямсон был очень расстроен, что от этой идеи в итоге отказались.
В январе 2010 года стало известно, что Уильямсон подписал контракт также на пятый фильм и ведёт переговоры относительно шестой части. В апреле 2010 года Крэйвен в интервью «Entertainment Weekly» сообщил, что у него подписан контракт на пятый и шестой фильмы. В мае режиссёр рассказал, что не торопится приступать к съёмкам продолжения и планирует взять небольшой отпуск — тогда же он высказал надежду на возвращение в сиквел Уильямсона. Однако после кассовых сборов, которые не оправдали ожидания студии, а также смерти Крэйвена в 2015 году, основной состав картины озвучил сомнения относительно скорого выхода нового фильма.

### Телесериал
В 2015 году телеканал «MTV» под эгидой студии братьев Вайнштейн выпустил сериал-антологию «Крик», а в июне того же года Боб Вайнштейн в одном из интервью сообщил, что выход нового фильма маловероятен, и всё внимание студии сосредоточено на производстве телесериала. Создатели шоу не использовали маску из фильмов в первых двух сезонах из-за проблем с авторскими правами. В центре сюжета — группа подростков города Лейквуд, где 20 лет назад нескольких школьников убил Брендон Джеймс, влюблённый в мать главной героини сериала. 18 октября 2016 года в эфир вышел специальный двухчасовой эпизод под названием «Хэллоуин», действие которого происходило на острове Шеллоу-Гроув, а главные герои оказываются в поле зрения другого маньяка, подражающего девушке Анне Хоббс, много лет назад устроившей кровавую резню на острове.
В начале 2019 года стало известно, что третий сезон не будет показан на «MTV», и идёт поиск нового вещателя из-за сексуального скандала с Харви Вайнштейном и проблем, окружающих его производственную компанию. В итоге третий сезон под названием «Крик: Воскрешение» вышел на канале «VH1» — история состояла из шести эпизодов. В «Воскрешении» главным злодеем вновь стал маньяк Призрачное лицо — как и в фильмах, его озвучил Роджер Л. Джексон. Вскоре после выхода «Воскрешения» проект был окончательно закрыт.

### Перезапуск
В начале 2019 года СМИ сообщили, что студия «Blumhouse Productions», специализирующаяся на производстве фильмов ужасов (и выпустившая в 2018 году прямой сиквел оригинальной картины «Хэллоуин»), заинтересована в проекте — активную работу в этом направлении вёл основатель студии Джейсон Блум; он также был заинтересован в возрождении серии фильмов «Восставший из ада»: «Да, мы обсуждали эти проекты. Сейчас с этими франшизами ничего не происходит, и мы определённо обсуждаем варианты». Позже пошли слухи о том, что студия планирует перезапуск (англ. reboot) франшизы, но студия «Blumhouse Productions» их опровергла — к тому времени стали появляться новости о том, что над проектом работает другая кинокомпания. В ноябре 2019 года стало известно, что над новым фильмом работает «Spyglass Media Group», но подробности о формате истории не сообщались; Кевин Уильямсон был назначен исполнительным продюсером, а участие Кэмпбелл, Кокс и Аркетта стояло под вопросом. В декабре того же года стало известно, что в фильме будут преимущественно новые персонажи, но появление героев из предыдущих фильмов не исключено.
В марте 2020 года Мэтт Беттинелли-Олпин и Тайлер Джиллетт возглавили постановку, а начало съёмок было запланировано на май 2020 года. В мае стало известно, что студия ведёт переговоры с Нив Кэмпбелл относительно её участия в пятом фильме. В том же месяце стало известно, что Дэвид Аркетт вернётся к роли Дьюи, а Джеймс Вандербилт и Гай Бусик напишут сценарий картины. Съёмки были перенесены на более поздний срок и прошли в конце года в Уилмингтоне в Северной Каролине с соблюдением всех мер предосторожности в связи с распространением коронавирусной инфекции. В июле 2020 года Кортни Кокс сообщила, что вновь сыграет Гейл Уэзерс в сиквеле. В сентябре Кэмпбелл и Марли Шелтон официально подтвердили своё участие. Студия «Paramount Pictures» выпустила картину в широкий прокат 14 января 2022 года. Фильм получил положительные отзывы критиков и зрителей, а также собрал в мировом прокате более $140 миллионов при бюджете 25 миллионов долларов. В июне 2022 года стартовали съёмки шестого фильма серии.

### Судьба Кирби
Вскоре после выхода фильма многие поклонники и критики выразили надежду на то, что Кирби Рид выжила и может появиться в будущих фильмах. Кевин Уильямсон и Уэс Крэйвен действительно рассматривали возможность возвращения героини в сиквелах, однако запланированный на тот момент пятый фильм был отменён. Позже в комментариях к DVD-изданию фильма Уэс Крэйвен сообщил, что Кирби пережила кровавые события. Со временем Кирби стала одной из самых любимых героинь франшизы. Так портал «Screen Rant» поставил Кирби на 2-е место (а Джилл — на 5-е) в списке «10 самых любимых персонажей франшизы, появившихся только в одном фильме». Когда спустя 10 лет после релиза четвёртой части в разработку был запущен пятый фильм, его авторы дали обнадёживающую подсказку поклонникам: в «Крике» 2022 года мельком можно заметить видео на сайте YouTube — интервью Кирби о событиях четвёртой части. После успеха «Крика» в производство запустили новый фильм, а в мае 2022 года стало известно, что Хейден Панеттьер вернулась к своей роли в «Крике 6» в качестве агента ФБР.

## Связи и отсылки

### Предыдущие части
В фильме есть несколько отсылок к событиям первого фильма:
- В школьном коридоре можно увидеть бюст директора Химбри — убитого в первой части франшизы.
- У каждого нового персонажа-подростка есть свой прообраз из первого фильма — Джилл это Сидни, Кирби — Татум Райли, Тревор — Билли Лумис, Чарли — Стю Мэйхер, Робби — Ренди Микс и Оливия — Кэйси Бэйкер.
- На «Ударофоне» можно увидеть манекены Кейси и Татум, а некоторые гости одеты в костюмы Сидни, Дьюи и Гейл.
- В финале фильма Тревор носит ту же одежду, что и отец Сидни в конце «Крика», персонажа также связывают и заклеивают рот скотчем.

### Новые правила
Отличительной чертой серии фильмов «Крик» является установка правил по выживанию, озвученных персонажем Ренди Миксом в исполнении актёра Джейми Кеннеди в оригинальной трилогии. В четвёртой части о новых правилах главным героям рассказывают основатели школьного киноклуба Робби Мерсер и Чарли Уокер — персонажи Эрика Кнудсена и Рори Калкина:
1. Неожиданность — новое клише.
2. Убийства станут более экстремальными.
3. Девственниц могут убить.
4. Чтобы выжить в фильме ужасов, нужно быть геем.
5. Убийца будет записывать убийства на видео.

Офицеры Хосс и Перкинс в беседе также отмечают, что персонаж полицейского всегда погибает в фильме ужасов — «только если он не Брюс Уиллис». Важное дополнение делает сама Сидни в финале картины, обращаясь к убийце: «Ты забыла главное правило ремейка, […] — не трогай оригинал» (англ. Don't Fuck With The Original).

### Другие фильмы
- В начальной сцене Дженни объясняет подруге хронологию событий фильмов «Удар ножом» и упоминает «отстойную» часть про путешествия во времени — это шутка самого Уэса Крэйвена, который предлагал подобный сюжет студии «New Line Cinema» для одного из фильмов серии «Кошмар на улице Вязов»[70].
- Энтони Андерсон играет полицейского по имени Энтони Перкинс — это имя актёра, сыгравшего Нормана Бэйтса в фильмах серии «Психо»[70].
- В разговоре с убийцей Кирби упоминает следующие ремейки: «Призрак дома на холме», «Кошмар на улице Вязов», «Мой кровавый Валентин», «Пятница, 13», «Выпускной», «У холмов есть глаза», «Последний дом слева», «Техасская резня бензопилой», «Ужас Амитивилля», «Чёрное Рождество», «Дом восковых фигур», «Туман», «Когда звонит незнакомец», «Пираньи»[272].
- Рингтон Дьюи — главная тема фильма «Полицейский из Беверли-Хиллз»[273].
- Перед сценой убийства Оливии Кирби и Джилл смотрят комедийный фильм ужасов «Зомби по имени Шон»[274].
- В самом начале фильма в разговоре Шерри и Труди упоминается «Пила 4» — до выхода фильма Уэс Крэйвен рассказал в интервью, что создатели собираются посмеяться над франшизой в жанре «пыточного порно»[275].
- DVD с фильмом «Клерки 2» Кевина Смита можно увидеть на полке в доме Кирби — видео-кассета с первой частью также видна в доме Стю в первом «Крике»; кроме того, Кевин Смит показал кассету с «Криком 3» в одной из сцен своей картины «Девушка из Джерси»[28]. Наконец, Смит сыграл своего знаменитого персонажа молчаливого Боба в эпизоде «Крика 3»[28].

### Упоминания
В 2001 году студия «Dimension Films», снимавшая фильмы серии «Крик», выпустила комедию Кевина Смита «Джей и Молчаливый Боб наносят ответный удар». В одной из сцен главные герои оказываются на съёмочной площадке вымышленного фильма «Крик 4». В этом эпизоде Призрачное лицо нападает на девушку — её сыграла актриса Шеннен Доэрти — но той удаётся оглушить маньяка; героиня снимает маску, а в костюме убийцы оказывается орангутан. Доэрти не сдерживается и кричит: «Сраный „Miramax“! Снято!», после чего подходит к режиссёру Уэсу Крэйвену (он сыграл сам себя) и говорит: «Обезьяна, Уэс! Я обалдеваю от вас, ребята. Вы даже стараться перестали». На что Крэйвен отвечает, что тестовые показы говорят, что зрители очень любят обезьян.